# Lamborghini Gallardo
El Lamborghini Gallardo es un automóvil deportivo de lujo construido por del fabricante italiano Lamborghini entre 2003 y 2013, siendo el modelo más vendido de la firma italiana con 14 022 unidades. Se fabricó en las instalaciones de Lamborghini en Sant'Agata Bolognese, Italia y su nombre proviene de una ganadería de toros del siglo XVIII.
El 25 de noviembre de 2013 salió el último Gallardo producido, para dar comienzo desde 2014 a su sucesor: el Lamborghini Huracán.

## Descripción

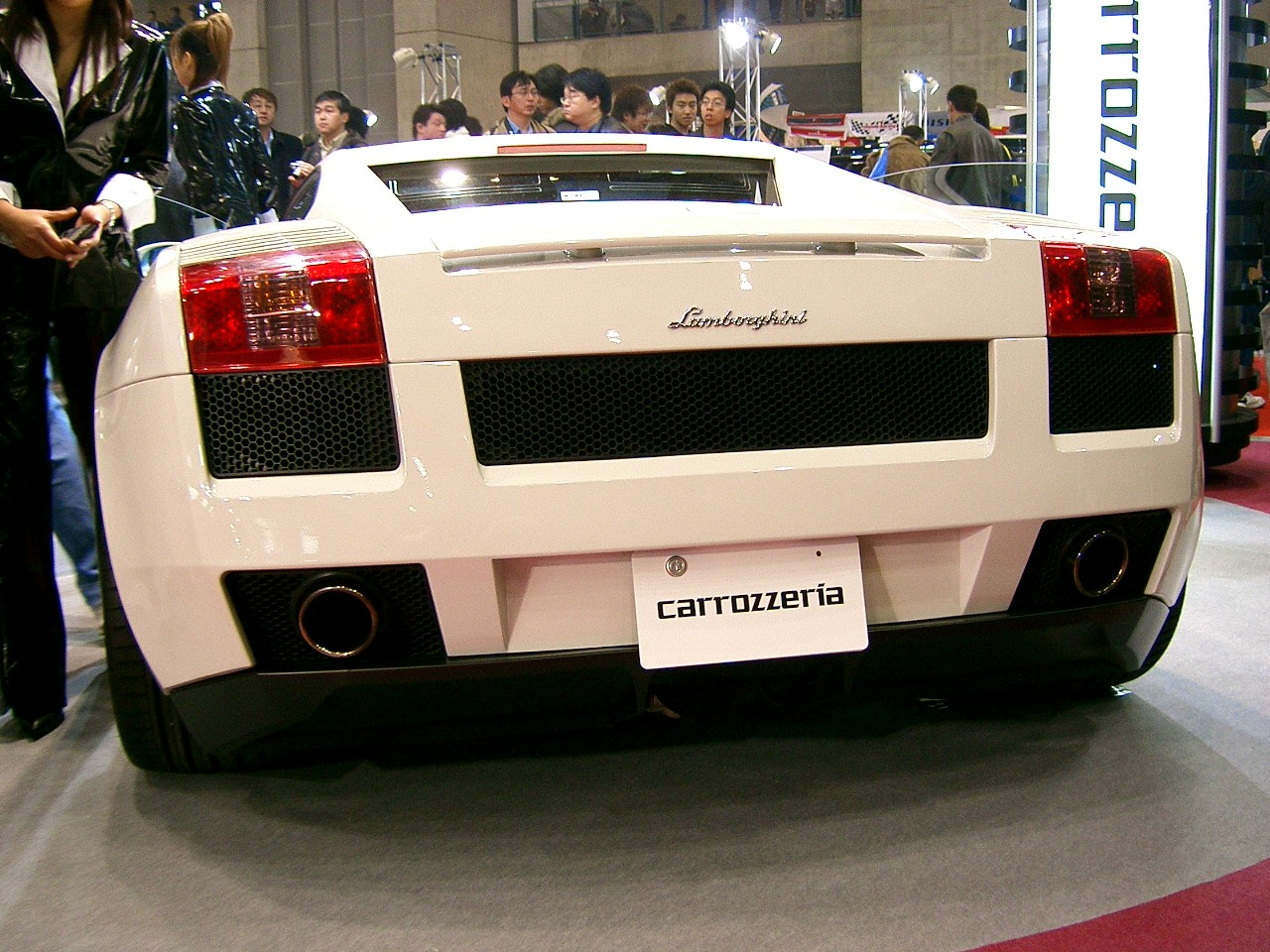
Vista trasera.

Es más pequeño que el Murciélago. Mide 4300 mm (169,3 plg) de largo y una distancia entre ejes de 2560 mm (100,8 plg). También es menor en longitud que el Ferrari 360 Modena con 4477 mm (176,3 plg) y que el Porsche 911 Turbo con 4435 mm (174,6 plg), mientras que la distancia entre ejes es intermedia entre estos dos.
Tiene un bastidor de aluminio del mismo estilo de los Audi A2 y Audi A8. El peso aproximado, tomando el tanque de combustible lleno y con un conductor de 80 kg (176 lb) promedio dentro, es de 1546 kg (3408 lb).
El motor es un diez cilindros en V de 4961 cm³ (5 litros) con una potencia máxima de 500 CV (493 HP; 368 kW) a las 7800 rpm. Tiene tracción total y un diferencial de acoplamiento viscoso central.
Tiene dos cajas de cambio disponibles, ambas de seis velocidades: una manual con la rejilla característica en la palanca y otra automática con mandos secuenciales en el volante, llamada «e.gear».
Alcanza una velocidad máxima de 309 km/h (192 mph), que no es mucho para su potencia. El 360 Modena hace 295 km/h (183 mph) con 400 CV (395 HP; 294 kW) y el 911 Turbo, 305 km/h (190 mph) con 420 CV (414 HP; 309 kW). Según Lamborghini, ha dado más importancia a la estabilidad a gran velocidad que a un coeficiente de penetración bajo.
Se ha planteado este modelo como un deportivo para usar con frecuencia, es por esa razón tiene el equipamiento de seguridad normal en una berlina y cosas como retrovisores plegables eléctricamente.
El Gallardo se fabrica en la planta de Lamborghini en Sant'Agata Bolognese, Italia. Lamborghini siendo una marca propiedad de Audi AG, sigue utilizando nombres taurinos. «Gallardo» era el nombre de una ganadería del siglo XVIII, que quedó integrada posteriormente en la ganadería Miura.
Desde 1991, cuando se dejó de fabricar el LM002 y el Diablo quedó como el único Lamborghini en producción, esta marca no ha tenido más de un modelo. Desde 1987, cuando coexistían el Jalpa 3500 y el Countach, no hay dos cupés en producción simultáneamente.

### Carrocería
El diseño de este deportivo comenzó en el año 2000 con una propuesta de Italdesign Giugiaro desarrollada por el Centro de Estilo de Lamborghini. La forma estrecha del Gallardo es una característica cada vez más común en la marca y la carrocería está hecha de aluminio. Viene con un alerón trasero que se levanta al alcanzar una alta velocidad, pero no tiene tomas de aire dinámicas como el Murciélago. Las tomas de aire delanteras son para el radiador, y una de las laterales para el aceite. Tiene retrovisores plegables debido al ancho total. Sus rines tienen cinco orificios circulares combinados con cinco brazos rectos.
Por dentro tiene calefacción, retrovisor de oscurecimiento interior, bolsas de aire frontales y laterales y barras de protección en las puertas.

### Motor

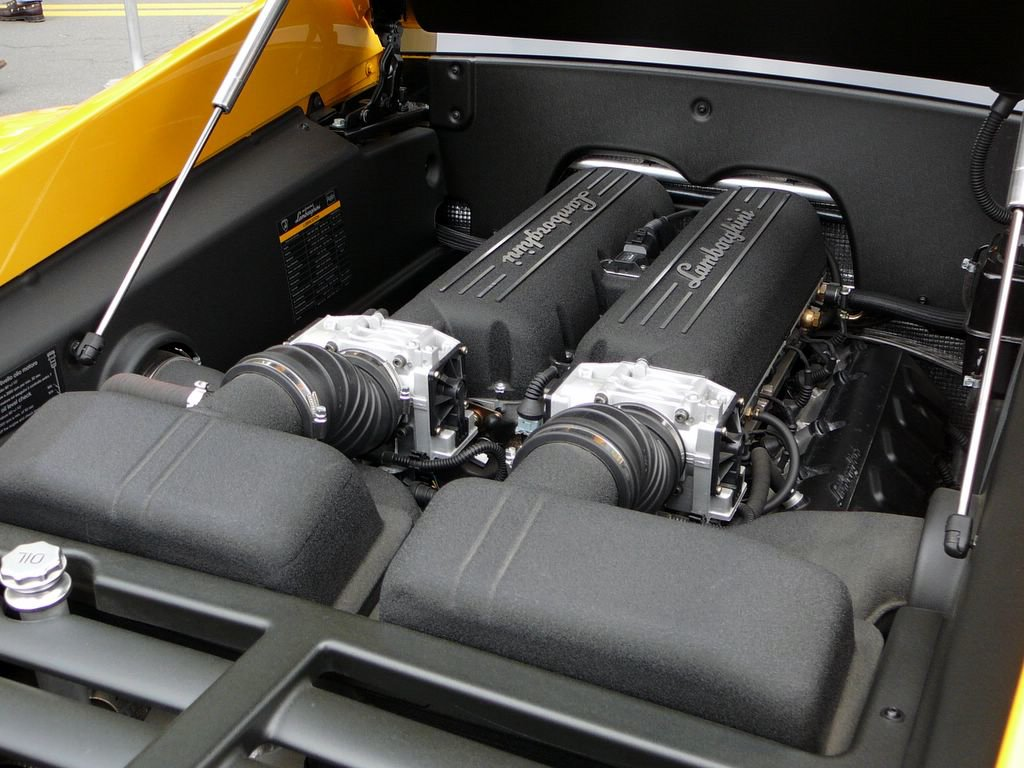
Motor V10 de un modelo 2005.

Tiene un motor V10 de 4961 cm³ (5 litros) fabricado en aluminio, con un ángulo de V de 90°. El cigüeñal está descentrado en 18°, quedando a 72°, para mejorar el orden de encendido. Además al ser más pronunciado el motor es más bajo, además de bajar también el centro de gravedad. Es un motor de carrera larga: 82,5 x 92,8 mm (3,25 x 3,65 pulgadas), por lo que la velocidad media del pistón llega hasta 24,7 m/s (81,0 pies por segundo) a las 8000 rpm. La culata tiene doble (DOHC) árbol de levas movidos por cadena y cuatro válvulas por cilindro. El encendido es de tipo directo, con una bobina para cada cilindro. La distribución es variable continua en la admisión y el escape; mientras mayor es el régimen, el momento de apertura de la admisión es más avanzado.
Además cuenta con un múltiple de admisión de longitud variable, largo en régimen bajo y corto en régimen alto. El escape es de tipo 5 en 1. La lubricación es a través de un cárter seco, un radiador para el lubricante del motor y otro para el del cambio. Necesita 2,5 litros (2,6 USqt) de lubricante para el motor y 2 litros (2,1 USqt) de refrigerante.
Alcanza una potencia máxima de 500 CV (493 HP; 368 kW) a las 7800 rpm y un par máximo de 52 kg·m (510 N·m; 376 lb·pie) a las 4500 rpm, un régimen relativamente bajo teniendo en cuenta que es un motor que puede alcanzar las 8000 rpm. Alcanza los 80 km/h (50 mph) en el primer cambio. Da 408 N·m (301 lb·pie) a las 1500 rpm y conserva 449 N·m (331 lb·pie) a régimen de potencia máxima. Alcanza 1291 kPa (187,2 psi; 13,2 bar) de presión media efectiva.

### Transmisión y bastidor
El Gallardo no tiene control de tracción electrónico en los dos ejes, pero en el eje delantero lleva un dispositivo electrónico que reemplaza al autoblocante mediante frenado selectivo de las ruedas delanteras, integrado en el control de estabilidad. En cambio, detrás viene con autoblocante mecánico de disco con una relación de par de 4,5 a 1. Tiene una transmisión manual de seis velocidades, pero viene con una variante automatizada denominada e-gear con mandos secuenciales integrados en el volante. Tiene varios programas de control: sport, normal, automático y de baja adherencia.
El bastidor es de aluminio, bastante similar al de un Audi R8, con una estructura de piezas extruidas, unidas por otras fundidas. Sobre esta estructura hay piezas unidas por soldadura, por tornillos o por remaches. Las defensas son de termoplástico y están unidos mediante tornillos al bastidor.
La relación entre rigidez (superior a 23 000 N·m (16 964 lb·pie)/grado) y peso es bastante buena. El tanque de combustible permite un máximo de 90 L (23,8 galAm), por lo que podría pesar alrededor de 68 kg (150 lb) estando lleno, peso que recaería sobre el eje trasero, lo que daría un peso de alrededor de 1500 kg (3307 lb) tomando como conductor medio una persona que pese 75 kg (165 lb). Las suspensiones son de paralelogramo deformable en los dos ejes, con muelles helicoidales y amortiguadores variables Koni del tipo Frequency Selective Damping.
Los discos delanteros son de 365 mm (14,4 pulgadas) con pinzas Brembo de ocho pistones, mientras que los traseros de 335 mm (13,2 pulgadas), con pinzas de cuatro pistones. Sus ruedas son Pirelli P Zero. Los neumáticos delanteros son 235/35 ZR con rines de 8,5 x 19 pulgadas (215,9 x 482,6 mm) y los traseros llevan 295/30 ZR de 11 x 19 pulgadas (279,4 x 482,6 mm).

## Otras versiones

### SE (Special Edition)

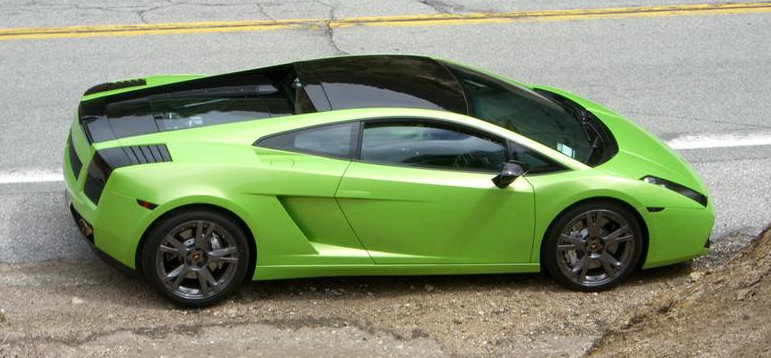
Versión SE Special Edition.

A finales de 2005, fue introducida una edición especial para este modelo denominada Gallardo SE. Este modelo presenta con una carrocería bicolor, detalle que destaca los inconfundibles trazos de su diseño. Existen seis combinaciones entre verde, amarillo, blanco, naranja y dos tonos de gris que se combinan con el negro. Por dentro posee la misma gama de carrocería. Con respecto al modelo tradicional, este incorpora una cámara con imágenes de la parte posterior controlada desde la consola central del coche. Se le puede incluir una caja de cambios robot, sistema de calefacción para asientos y un sistema de navegación satelital. Su potencia se ha incrementado hasta los 520 CV (513 HP; 382 kW) y alcanza una velocidad máxima de 315 km/h (196 mph).
Esta Edición Especial está compuesta solamente por 250 unidades para todo el mundo y cada uno de estos vehículos lleva una placa identificativa, con el número de fabricación correspondiente.

### Gallardo Nera

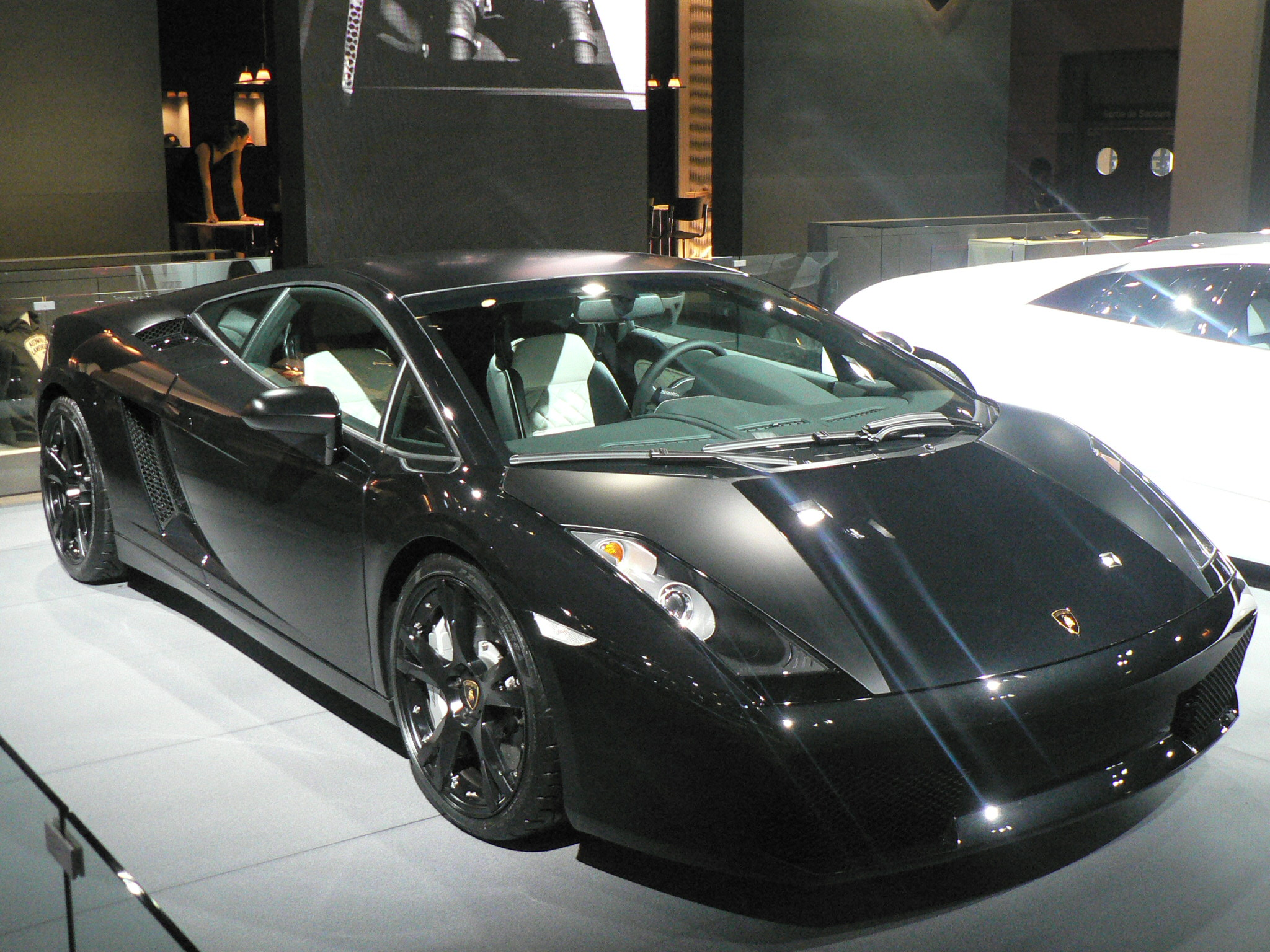
Versión Nera en el Salón del Automóvil de París de 2006.

Este modelo especial llamado Gallardo Nera fue presentado en el Salón del Automóvil de París de 2006.
Tiene una potencia máxima de 520 CV (513 HP; 382 kW), puede alcanzar una velocidad máxima de 315 km/h (196 mph) y lograr acelerar hasta los 100 km/h (62 mph) en 4,0 segundos.
Las pinzas de freno están pintadas en color plateado y las luces traseras son ahumadas para que coincida con el esquema de pintura más oscuro.
El coche está destinado a mostrar las opciones de personalización disponibles para el cliente. Una de las características especiales del Nera es la carrocería negro mate y solamente está disponible en dos colores: -Serapis y Noctis-. Se presenta un Gallardo sin diferencias mecánicas, pero sí con diferencias estéticas, concretamente la pintura metalizada negra con inserciones en mate negro y una tapicería del interior de cuero que tiene un contraste más alto en blanco y negro, prácticamente igual al del Murciélago LP640 Versace. Solamente se han producido 185 unidades, de las cuales 60 fueron vendidas en Estados Unidos.
Un modelo único ha sido repintado al estilo de un "tatuaje". La pintura es blanca con los grabados en negro y cuenta con dibujos de flechas, tribales, dragones, etc. Se extiende en la totalidad de la carrocería, incluso en parte de las ventanillas y, a juego, se encuentran las oscurecidas ópticas traseras. No está muy claro si el modelo de partida era el Nera, aunque tiene las rines de aleación ligera propias de la versión especial del Gallardo.

### Spyder

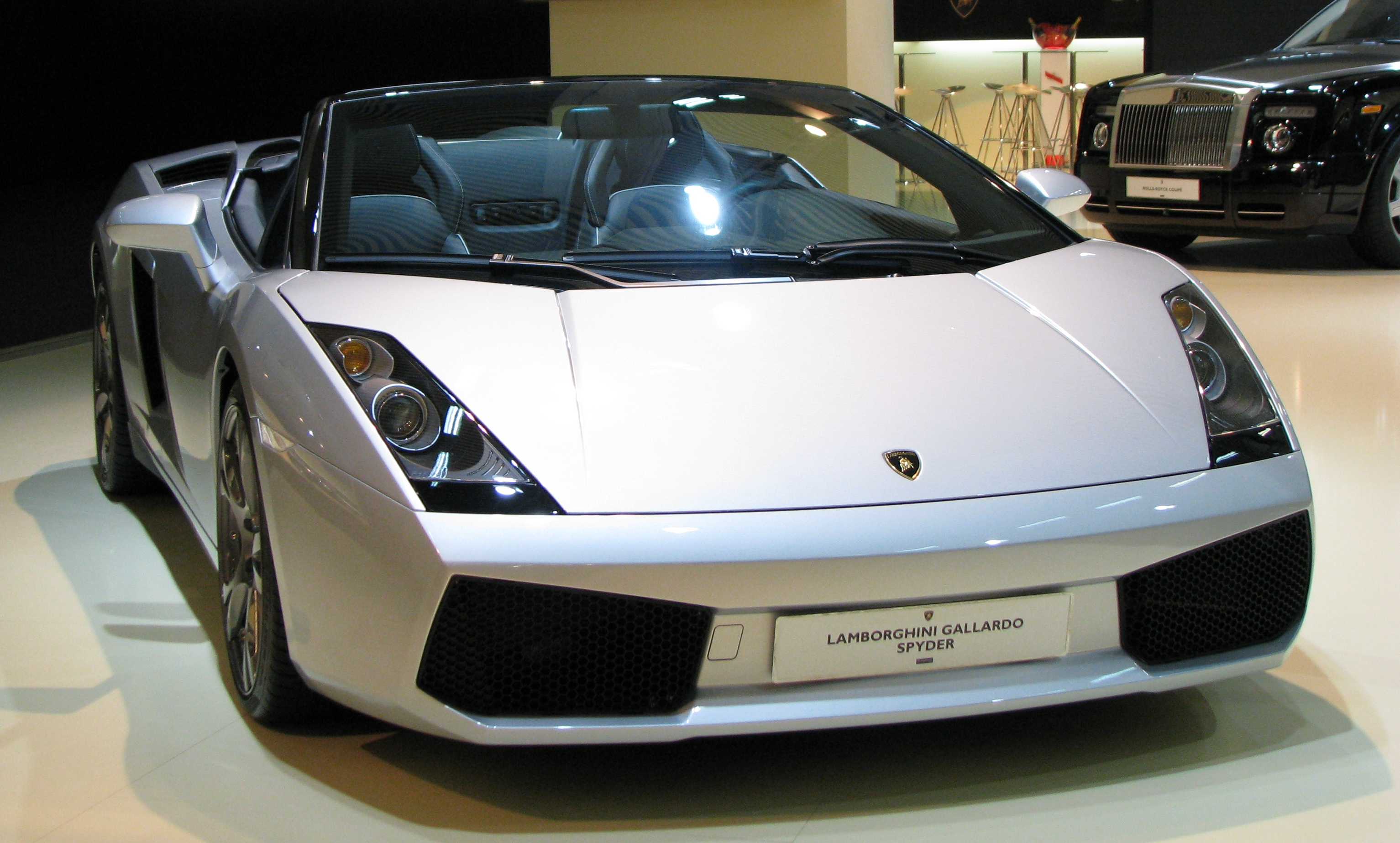
Versión Spyder.

La versión descapotable se conoce como Gallardo Spyder. La capota es electrohidráulica y tarda alrededor de 20 segundos en abrirse y cerrarse. Se acciona mediante dos pulsadores que hay en la consola. Mientras ésta se mueve, desciende la luneta y una vez quieta vuelve a subir. Durante el plegado o desplegado de la misma, la luneta desciende automáticamente para facilitar la operación; una vez terminada ésta vuelve a ascender. La luneta también puede ser accionada por el conductor a voluntad, tanto con la capota puesta como quitada. Cuando la capota se pliega queda recogida en el mismo compartimento que el motor. Cuatro cilindros hidráulicos se encargan de mover el techo y otros dos el cofre, que está fabricado con fibra de carbono para disminuir su peso. El mecanismo del techo tiene una posición (llamada «función servicio») para poder acceder al motor. Para evitar daños a los ocupantes en caso de vuelco, el montante delantero ha sido reforzado y hay dos barras antivuelco tras los asientos que salen de forma automática.
El motor es el mismo que el cupé, pero éste tiene mayor potencia a un régimen de giro mayor que es de 520 CV (513 HP; 382 kW) a las 8000 rpm. y puede llegar a una velocidad apenas mayor cuando esta sin capota y de 314 km/h (195 mph) con la capota puesta. Puede llegar de 0 a 100 km/h (62 mph) en 4.3 segundos. Mantiene la tracción en las cuatro ruedas permanente.
Respecto al cupé, tiene algunos cambios en la dirección para aumentar su precisión y también en la suspensión: Incorpora un enfriador del líquido de la dirección asistida.
Hay dos nuevos colores para la carrocería: «celeste Phoebe» y «verde Picus». En el interior hay nuevos tonos de piel perforada para asientos, puertas y panel de instrumentos. Tiene la posibilidad de añadir nuevos equipamientos opcionales, como los retrovisores calefaccionados, un navegador, computador de viaje, alarma, pinzas de freno pintadas o una cámara de visión trasera.

### Superleggera

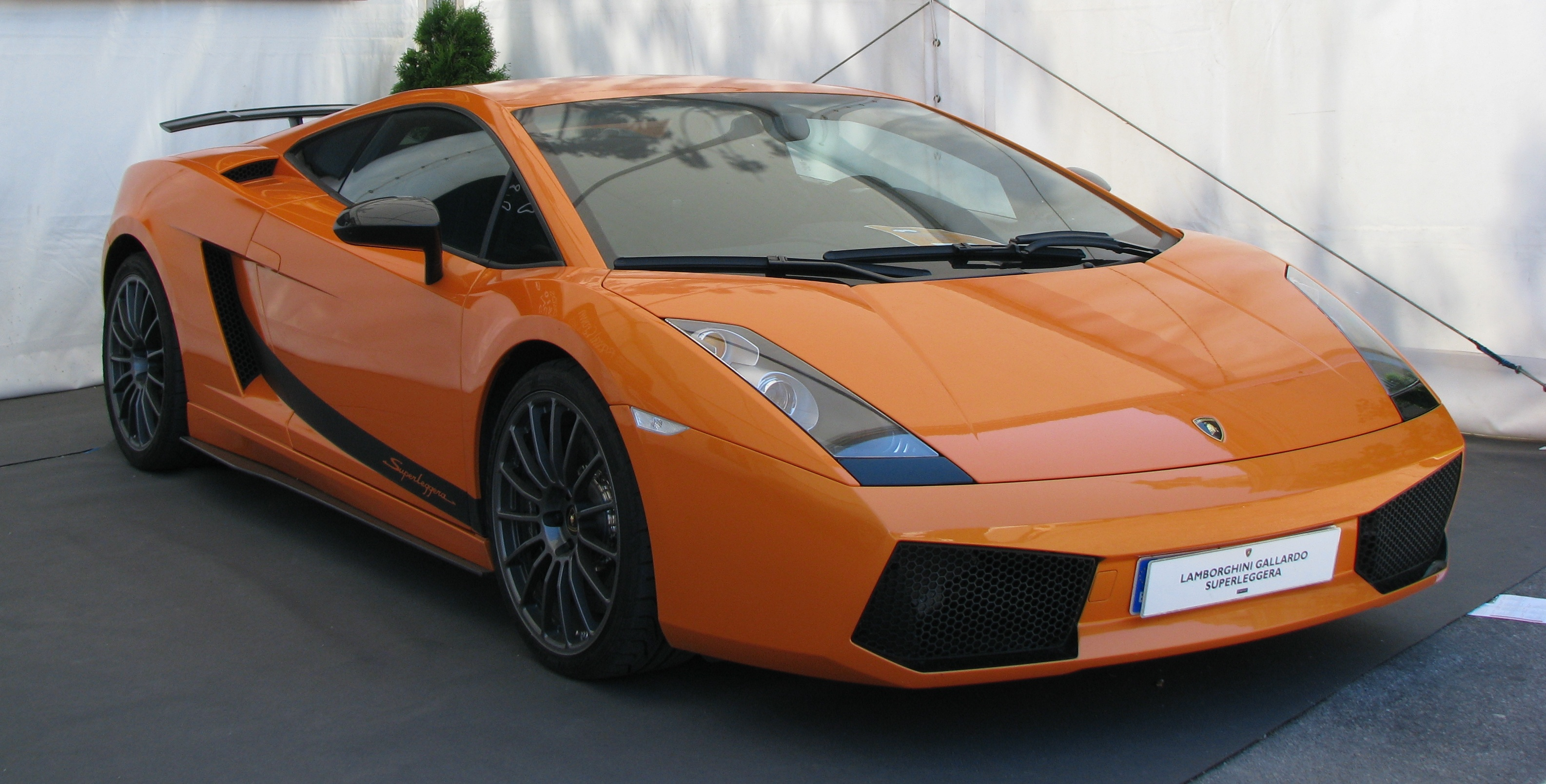
Versión Superleggera.

El Gallardo Superleggera fue introducido en 2007. El principal cambio en el coche es el uso de materiales más ligeros como el carbono y el policarbonato, es 100 kg (220 lb) más ligero que el Gallardo convencional. Este ajuste garantiza un mejor rendimiento, aceleración y velocidad, haciendo el 0 a 100 km/h (62 mph) en 3,8 segundos, siendo 0,4 segundos más rápido que el Gallardo convencional. Además, la potencia se ha aumentado a 530 CV (523 HP; 390 kW) en comparación con el original de 500 CV (493 HP; 368 kW). Esto fue posible por la mejora de inyección de combustible y sistema de escape. Su velocidad máxima oficial es de 315 km/h (196 mph), aunque diversas pruebas demuestran que puede alcanzar los 340 km/h (211 mph), la misma que el Lamborghini Murciélago LP640.
Tiene bastidor de aluminio de construcción semejante al de un Audi A8. Para reducir el peso, se han utilizado materiales más ligeros. Hay elementos de la carrocería de fibra de carbono, como el difusor trasero, la cubierta de los espejos, los paneles de las puertas y el revestimiento del túnel de la transmisión. Además, algunas superficies que en el Gallardo son de cristal, en el Superleggera son de policarbonato.
Asimismo, tiene asientos tipo baquet con una estructura de fibra de carbono y están tapizados con Alcantara.
Entre los elementos de equipamiento que podrá tener se encuentran navegador, cargador de CD, cámara de visión trasera, alerón trasero fijo (de serie lleva uno que se eleva cuando se supera una cierta velocidad), un juego de revestimientos interiores en carbono y cinturones de seguridad de cuatro puntos de anclaje.
El Gallardo Superleggera podrá comprarse en cuatro colores exteriores: amarillo, naranja, gris o negro.

### LP560-4

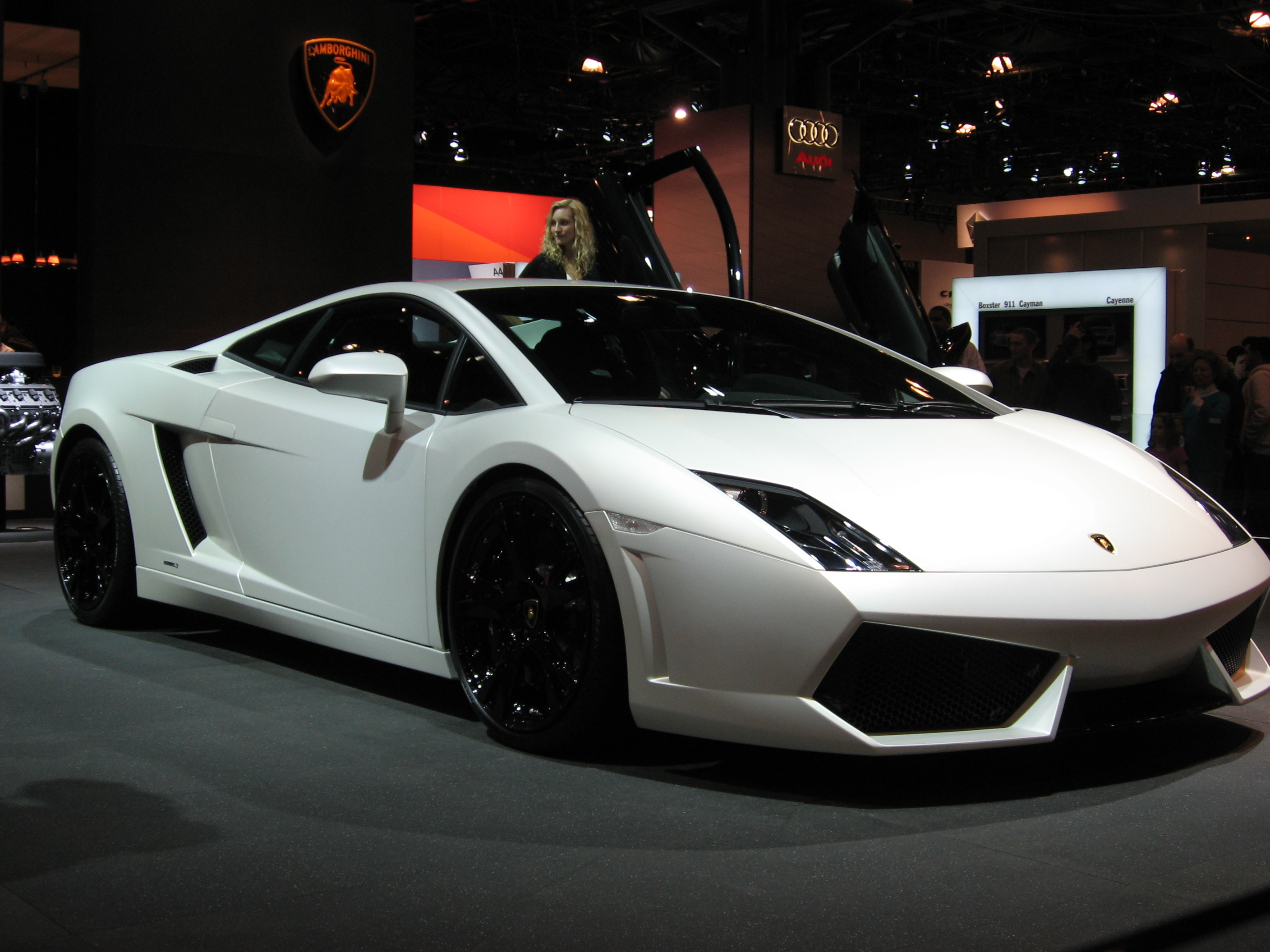
Versión LP560-4.

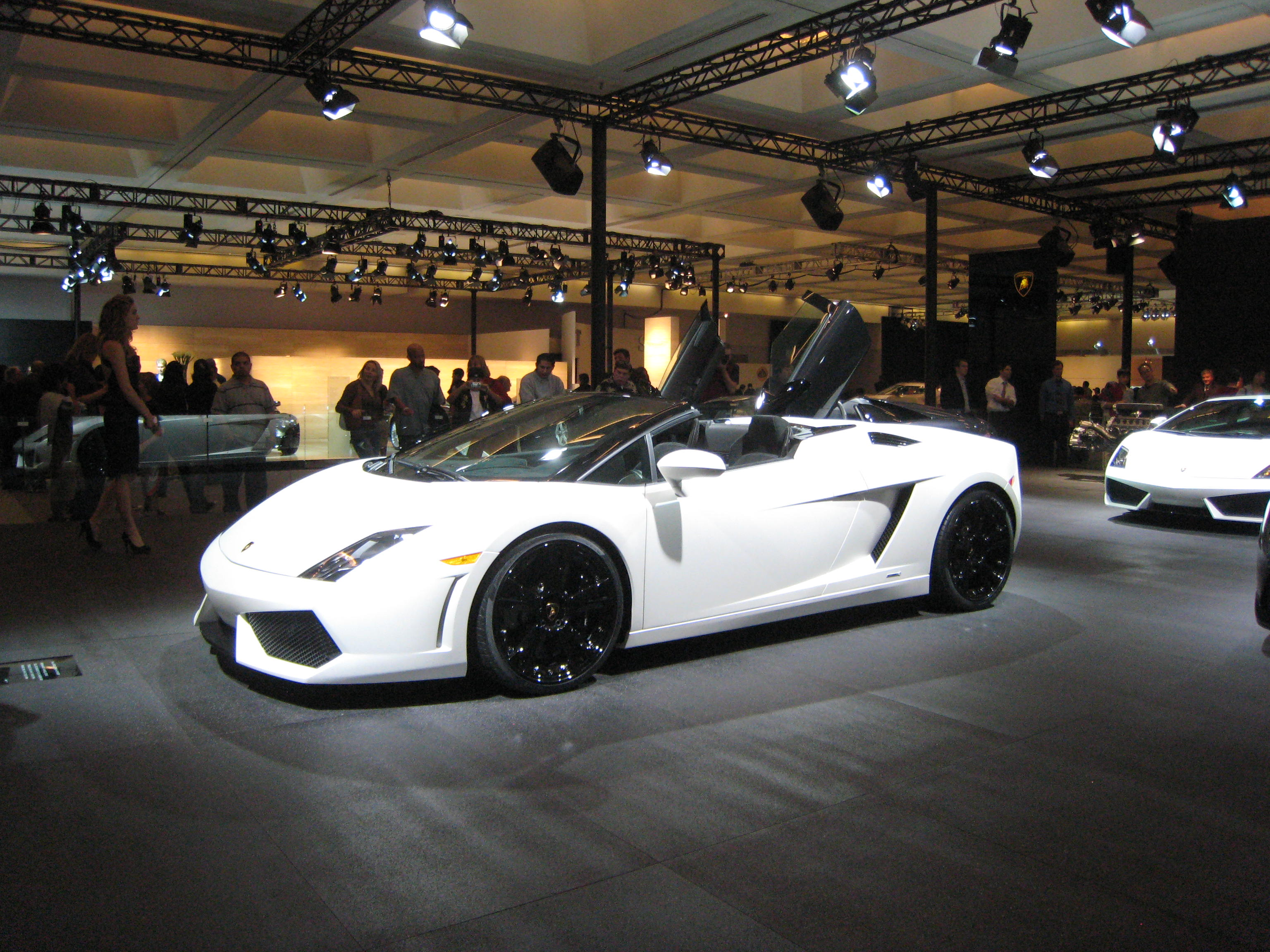
LP560-4 Spyder.

Presentado en 2008, las siglas LP significan "Longitudinale Posteriore" (en italiano: Longitudinal Posterior); se hace referencia a su potencia máxima de 560 CV (552 HP; 412 kW) a las 8000 rpm; y el número 4 significa que tiene una tracción a las cuatro ruedas permanente. El aumento de 60 CV (59 HP; 44 kW) comparados con el motor del Gallardo anterior y 30 CV (30 HP; 22 kW) más que el del Gallardo Superleggera; la reducción de 20 kg (44 lb) de peso, mejora la relación peso a potencia, que en este caso es de 2,5 kg/cv. Acelera de 0 a 100 km/h (62 mph) en 3,7 segundos, de 0 a 200 km/h (124 mph) en 11,8 segundos y su velocidad máxima es de 325 km/h (202 mph). También se han realizado cambios en la suspensión, la transmisión, el sistema de tracción total y en la aerodinámica.
El consumo medio homologado es 13,7 L/100 km (7,3 km/L; 17,2 mpgAm). Un Porsche 911 GT2, que es algo menos potente y pesa un poco más, es igual de rápido y gasta menos. Un Chevrolet Corvette Z06 corre un poco menos y gasta más. El depósito de combustible tiene 90 litros (23,8 galAm) de capacidad.
Está disponible con cambio manual de seis velocidades o uno robotizado: no tiene pedal de embrague y la caja internamente es como una manual, con pares de engranajes, pero con un automatismo para la selección de las marchas. Este cambio automático se llama «e-gear» y tiene levas detrás del volante para cambiar de marcha. Respecto al que tienen otros Lamborghini, ha sido revisado para que sea más rápido hasta un 40% y pese menos. La caja de cambios robotizada tiene cinco programas de funcionamiento: «Normal», «Sport», «Corsa», «Thrust Mode» y «Automático». La diferencia entre los tres primeros es el régimen al que se cambian las marchas y la velocidad con la que se efectúa el cambio. El «Thrust Mode» sirve para lograr la máxima aceleración saliendo desde parado.
La suspensión sigue siendo de paralelogramo deformable (doble triángulo de aluminio) en todas las ruedas, si bien ahora tiene una nueva cinemática; además, en la trasera hay un brazo adicional. Los muelles y amortiguadores tienen un ajuste diferente.
Hay dos equipos de frenado diferentes. El de serie tiene unos discos delanteros Brembo de 365 mm (14,4 plg) y los traseros son de 356 mm (14,0 plg) de diámetro. Opcionalmente, los discos pueden ser cerámicos con refuerzos de fibra de carbono («CCB»), siendo los delanteros de 380 mm (15,0 plg), mientras que los traseros no aumentan de tamaño. En todo caso, las pinzas son de ocho pistones delante y de cuatro detrás.
Pirelli ha fabricado unos neumáticos P-Zero de menor resistencia, que son de distinta medida en cada eje: 235/35ZR19 los delanteros y 295/30ZR19 los traseros.
Hay algunos cambios que afectan a la aerodinámica: las tomas de aire delanteras son más grandes, donde van los radiadores de agua, que forman parte de un circuito con 20 litros (5,3 galAm) de refrigerante; el spoiler delantero mejora el equilibrio aerodinámico a alta velocidad; el difusor trasero tiene un diseño nuevo. Como en todos los Gallardo, el alerón trasero se eleva al superar los 120 km/h (75 mph).
Pesa 1485 kg (3274 libras), con un reparto 43% / 57% en los ejes delantero y trasero, respectivamente. El bastidor está hecho de aluminio y tiene una estructura de piezas extruidas, unidas por otras piezas fundidas. Sobre esta estructura hay piezas estampadas, unidas por soldadura, por tornillos o por remaches. Las defensas son de termoplástico y están unidas al bastidor con tornillos.
La cajuela va colocado en la parte delantera con 110 L (29,1 galones americanos) de capacidad, aunque hay un pequeño espacio tras los asientos donde dejar algunas cosas. El equipamiento de serie incluye el control de estabilidad, bolsas de aire frontales y laterales (cabeza y tórax), climatizador de dos zonas y retrovisores plegables eléctricamente. También cuenta con faros xenón dobles y luces diurnas mediante 15 diodos luminosos led dispuestos en «Y».
Los asientos tienen regulación eléctrica y pueden estar recubiertos de piel o Alcantara. También puede haber detalles de fibra de carbono en el marco de los mandos de la climatización y del cambio de marchas, en el cuadro de instrumentos y en la palanca del freno (que no es eléctrico). Además, existen diversas posibilidades de personalización del interior.
Para la carrocería hay nuevos colores: blanco, negro y marrón, todos ellos en acabado mate. En la lista de opciones aparecen elementos como la televisión, conexión Bluetooth para teléfono, una cámara trasera, un sistema que permite elevar la carrocería para, por ejemplo, facilitar el acceso a un garaje, una tapa de cristal para cubrir el vano motor o diversos rines (modelos «Cordelia» y «Callisto»; las de serie son «Apollo».

#### Gallardo Polizia y LP560-4

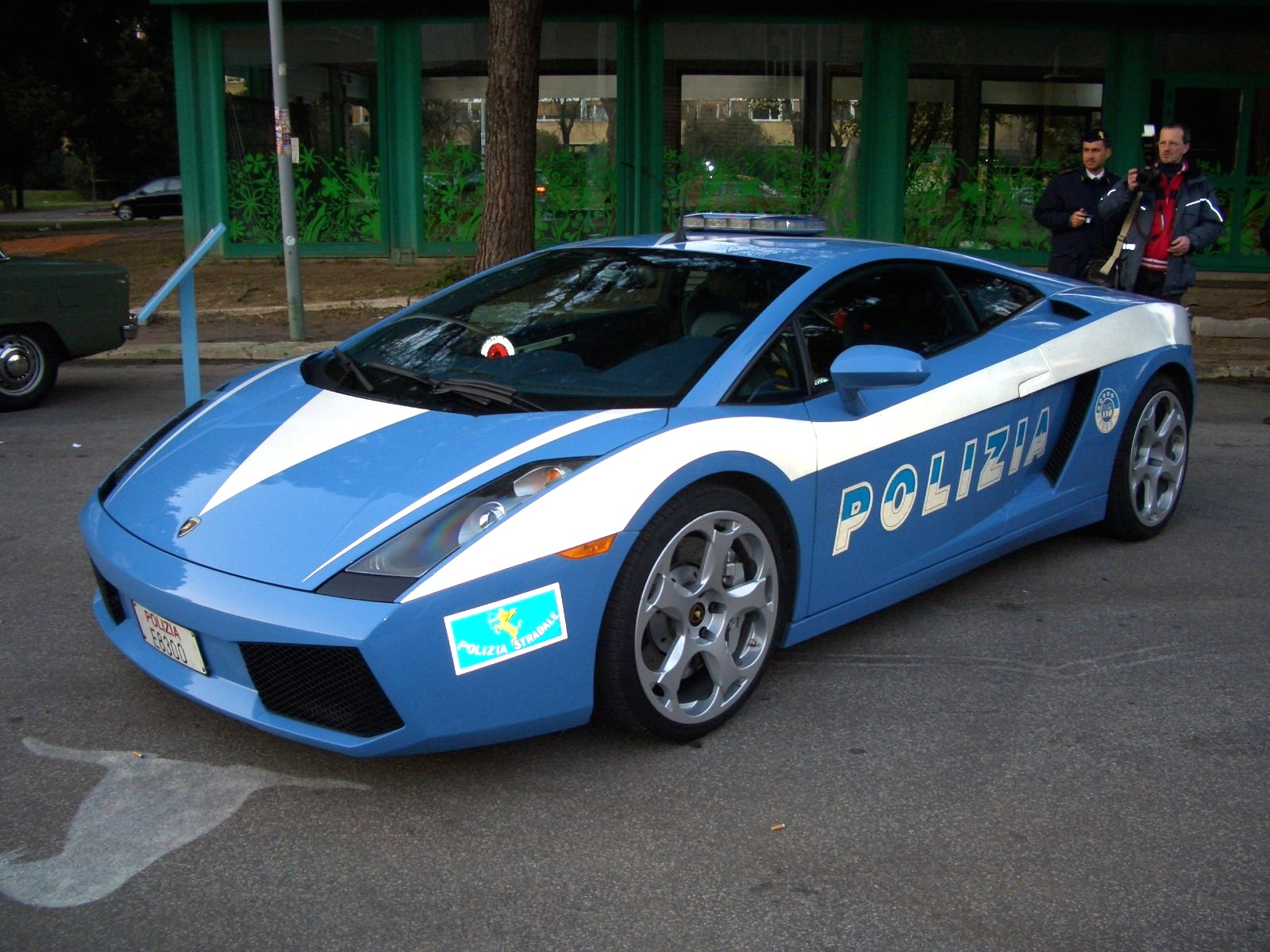
Unidad de la Polizia stradale.

El Gallardo tiene representación en uno de los cuerpos policiales estatales de Italia, la Policía Stradale. Se trata del modelo de serie pintado con los colores del cuerpo de seguridad. En mayo de 2004 con motivo del 152.º aniversario del cuerpo de la Polizia, la propia casa Lamborghini donó uno y en 2005, después de la experiencia positiva donó otro. Actualmente se utilizan para la vigilancia en carreteras y aprovechando el potente motor, también se utilizan para emergencias sanitarias, por lo que cada uno cuenta con un desfibrilador automático y equipos especiales preparados para el transporte de órganos y de plasma sanguíneo.
El 29 de noviembre de 2009 en la ciudad de Cremona, una unidad chocó contra una fila de vehículos estacionados.
En el Palacio de Viminale, Roma, tuvo lugar la entrega de la versión policial del Gallardo LP560-4 que la firma Lamborghini ha donado a la Polizia italiana. Este modelo viene a sustituir al antiguo Gallardo que la firma del toro ya había cedido a este mismo cuerpo unos años atrás y que se ha hecho famoso en todo el mundo por ser uno de los vehículos policiales destinados al servicio más rápidos que hay por el mundo. Las misiones a las que está destinado no se centran exclusivamente en la persecución de infractores por las autopistas.
Esta unidad tan especial estará destinada al servicio en la comisaría de la unidad de tráfico de la policía de Lacio y sus misiones serán fundamentalmente dos: perseguir a los infractores por la autopista; y servir de apoyo en caso de necesidad de un transporte médico urgente, tal es el caso del transporte de órganos para trasplantes. El Gallardo al que sustituye ha recorrido casi 150 000 km (93 206 mi) de servicio por las autopistas italianas, mientras tanto quedará en activo otra unidad del Gallardo con casi 100 000 km (62 137 mi) de patrulla a sus espaldas en la región de Bolonia.
Los 30 oficiales que podían sentarse a los mandos de esta unidad tan especial, ya han recibiendo entrenamiento específico, tanto en el manejo, como en el del equipo médico que incluye a bordo. Como su predecesor, este LP560-4 está llamado a convertirse en el vehículo policial más envidiado del mundo.

#### LP560-4 Bicolore

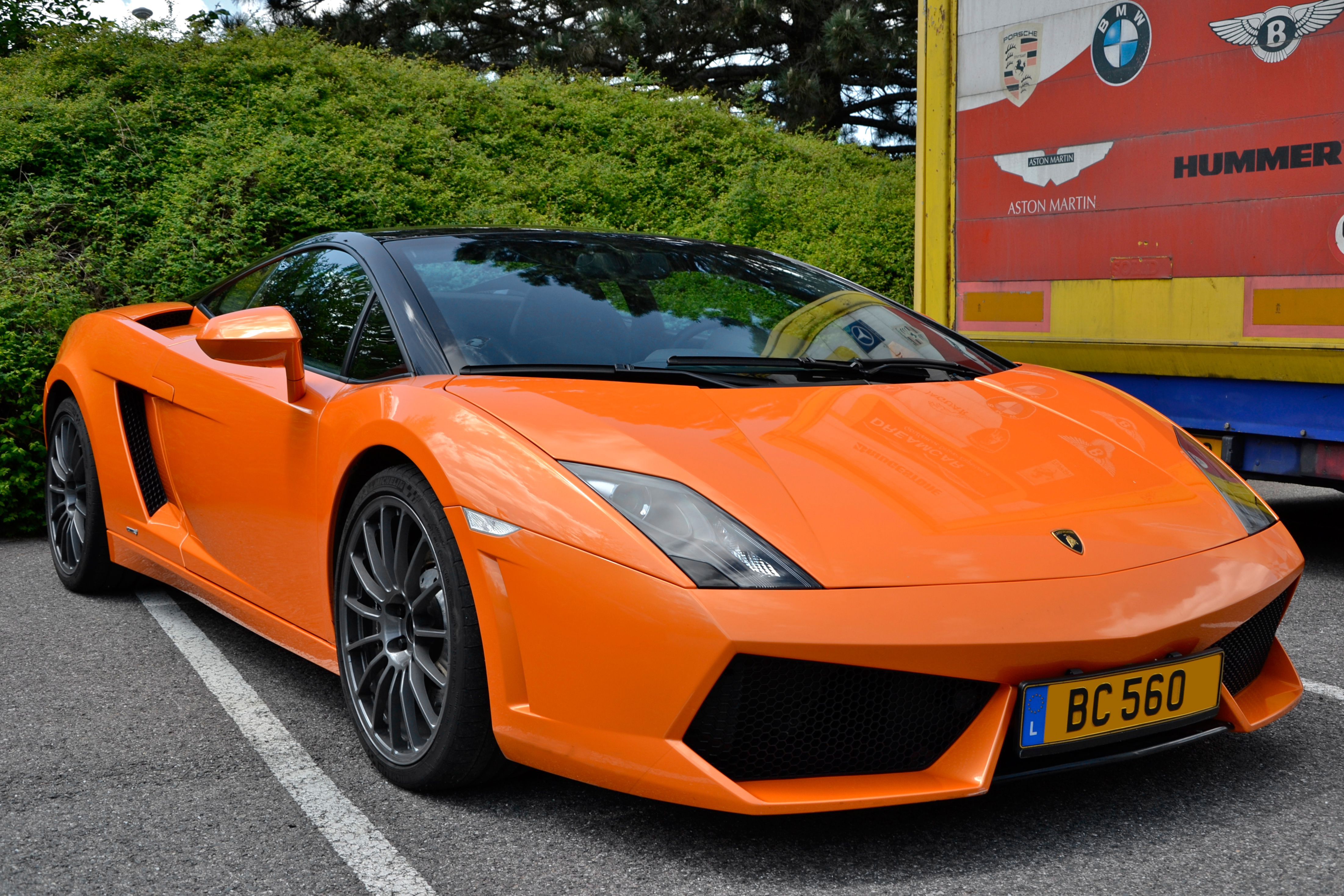
Versión LP 560-4 Bicolore.

Solamente un mes antes de la premiere mundial en el Salón del Automóvil de Ginebra del V12 que sustituiría al Murciélago, se presentó en el Salón del automóvil de Catar de 2012 la variante LP 560-4 Bicolore, una edición especial cuyo destino era el mercado europeo y el asiático.
Como su propio nombre indica, el LP 560-4 Bicolore se caracteriza por una carrocería bicolor. Así, su techo negro contrasta con el tono del resto del vehículo, que podrá elegirse dentro de una gama de cinco colores distintos.
El motor de 560 CV (552 HP; 412 kW) (de ahí su nombre), está asociado a un cambio automático que distribuye su potencia a los dos ejes. Con él, pasa de 0 a 100 km/h (62 mph) en 3,7 segundos y tiene una velocidad máxima de 325 km/h (202 mph).
En su interior mantiene su filosofía de dos tonalidades; el panel de instrumentos, los asientos, los paneles de las puertas y otros elementos van acabados en cuero negro, lo que contrasta con las puntadas que se dan acordes con el color escogido para la carrocería. En cuanto al equipamiento, incorpora sistema de navegación, cámara de visión trasera, frenos de disco carbono-cerámicos.

#### LP560-4 50th Anniversary Facelift
En el Salón del Automóvil de París de septiembre del 2012, se presentó un "facelift" (nueva reestilización) para el Gallardo LP560-4 para celebrar el 50 aniversario de la marca. Solamente se aprecian diferencias en la estética, en cuanto a motor e interior no hay ningún cambio que haya que destacar. Lamborghini a su vez ha confirmado que éste será el último Gallardo que veremos, puesto que este año presentarán el sustituto al cual han llamado "Huracán".

### LP570-4 Superleggera

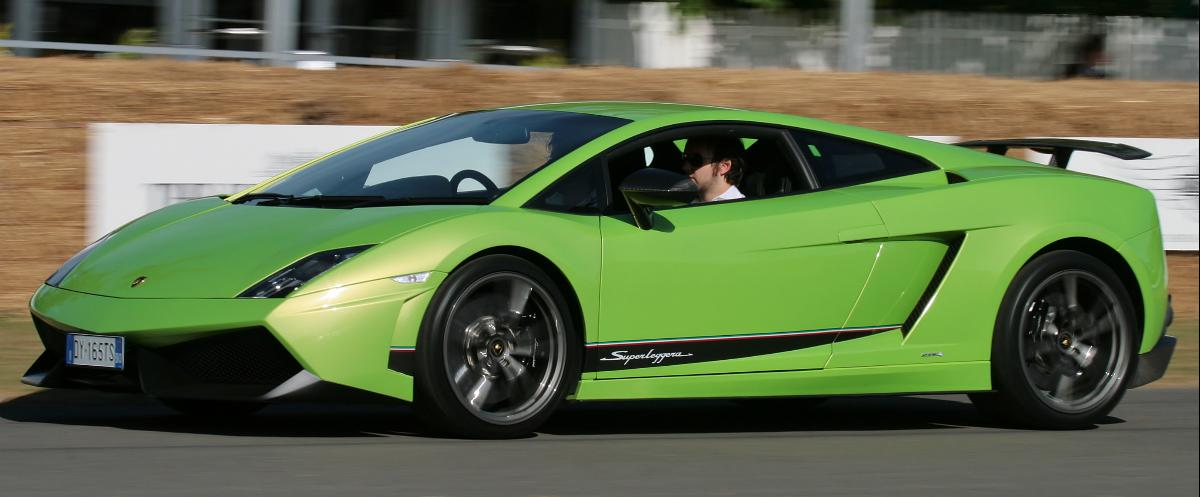
Lamborghini Gallardo LP570-4 Superleggera.

Como su nombre lo dice, su potencia máxima se ha incrementado a 570 CV (562 HP; 419 kW) a las 8000 rpm y un par motor de 540 N·m (398 lb·pie) a las 6500 rpm y, al igual que en el LP560, las siglas LP significan "Longitudinale Posteriore", el número 4 a la tracción a las cuatro ruedas permanente y Superleggera a la reducción de peso. Consume en ciclo combinado 13,5 L/100 km (7,4 km/L; 17,4 mpgAm) y estaba disponible con los cambios manuales y e-gear, ambos de seis velocidades. Su velocidad máxima es de 325 km/h (202 mph). El aumento de 10 CV (7,4 kW) comparados LP560-4 y la reducción de 70 kg (154 lb) de peso, mejora la relación peso a potencia que en este caso es de 2,35 kg/cv, con un peso total de 1340 kg (2954 lb). El LP570-4 Superleggera acelera de 0 a 100 km/h (62 mph) en 3,4 segundos. En Salón del Automóvil de París de 2010, se presentó una versión especial para el Performante y el Superleggera, denominada Edizione Técnica.
La base mecánica del LP 570-4 Superleggera es el LP 560-4, un modelo ya de por sí bastante ligero con 1410 kg (3109 lb), gracias en parte a su chasis de aluminio. De esos 70 kg (154 lb), 40 kg (88 lb) son consecuencia directa de una cura de adelgazamiento basada principalmente en la fibra de carbono; y 13 kg (29 lb) de los rines de aluminio forjado de 19 pulgadas (48,3 cm) con tornillería de titanio. Es incluso más liviano que la versión Valentino Balboni, que pesa 1380 kg (3042 lb) , de dos ruedas motrices y todo ello sin renunciar a elementos como el aire acondicionado o los elevalunas eléctricos para las ventanillas, que son de policarbonato, al igual que la cubierta del motor. El vano motor se puede iluminar con LEDs mediante un paquete opcional y revestir con fibra de carbono, siempre a golpe de talonario. Las opciones de personalización también incluyen pinzas de freno pintadas en colores específicos, terminaciones interiores en fibra de carbono, cámara de visión trasera, navegador, costuras y remates en diferentes tonalidades. Sin embargo, dada la filosofía del LP 570-4 Superleggera, más interesante es la posibilidad de incorporar frenos carbono-cerámicos, barras antivuelco, cinturones con cuatro puntos de anclaje o extintor. Los neumáticos, de la medida 235/35 ZR19 delante y 295/30 ZR 19 detrás, son Pirelli P Zero Corsa, desarrollados específicamente para el LP 570-4 Superleggera y con un compuesto cercano al de las gomas de competición.
Las modificaciones de la carrocería del LP 570-4 Superleggera están enfocadas a mejorar la aerodinámica. Se ha rediseñado la defensa delantera, que mejora el flujo de aire destinado a la refrigeración y aporta apoyo aerodinámico a alta velocidad en el eje delantero. En la zona trasera hay un pequeño spoiler que se puede sustituir opcionalmente por uno de mayor tamaño, ambos de fibra de carbono. Los cambios afectan también al fondo plano del coche, que adopta nuevos elementos, entre ellos un nuevo difusor posterior de carbono.
Los más puristas podrán optar por un cambio manual de seis marchas, aunque de serie incorpora uno de tipo robotizado, también de seis velocidades denominado e-gear. Cuenta con levas tras el volante y con función ‘Thrust mode’, una especie de ‘launch control’ que permite mantener el motor a 5000 rpm para después arrancar aprovechando toda la capacidad de tracción y sin que se produzca excesivo derrape de las ruedas. El reparto entre ambos ejes en condiciones normales es de 30% / 70%, primando mayor cantidad de par sobre el eje trasero para mejorar la agilidad. Con la distribución de peso ocurre lo mismo: 47% / 57%.

#### LP 570-4 Blancpain Edition

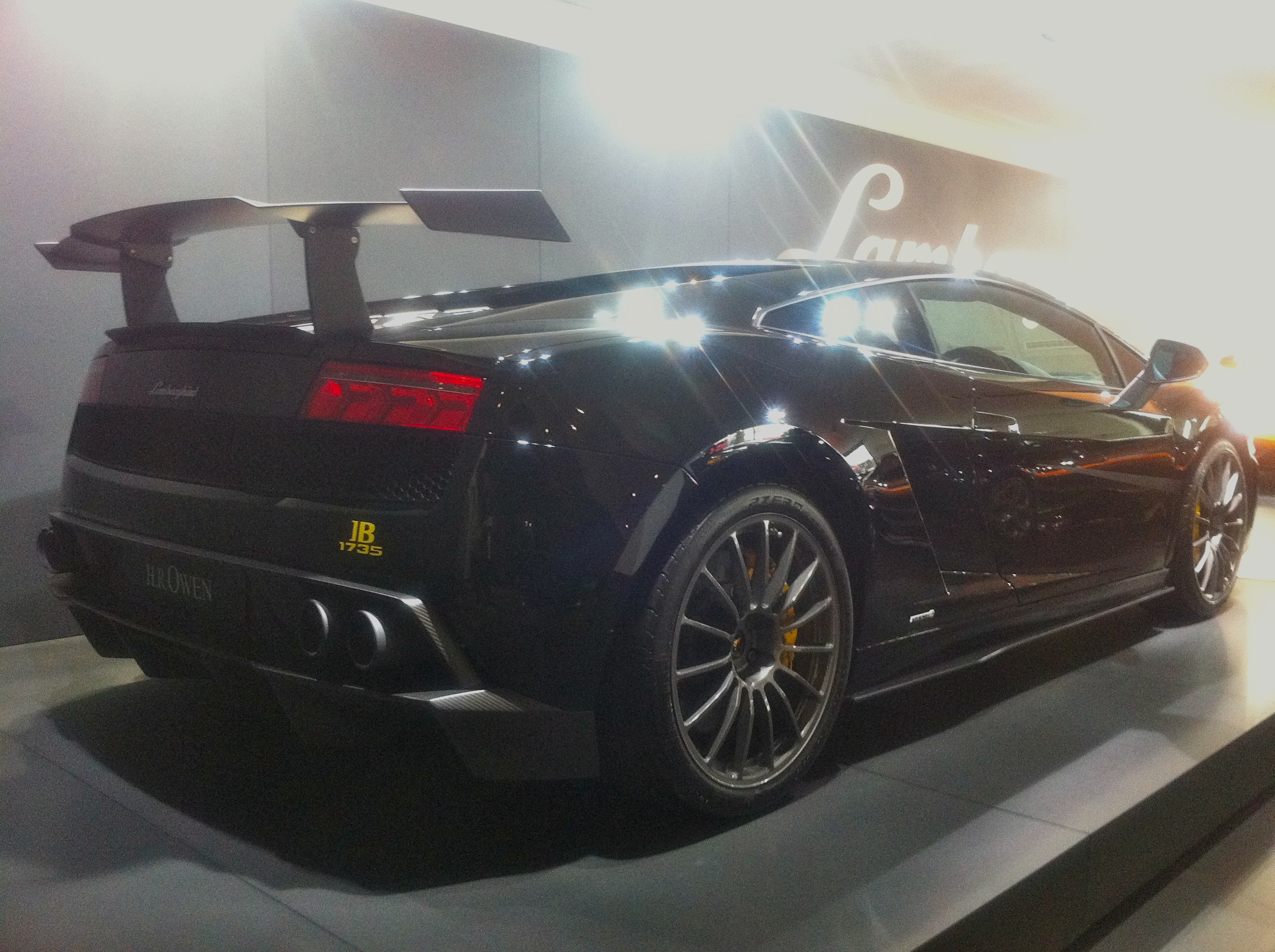
Edición especial LP 570-4 Blancpain

Se presentó en el Salón de París una versión más radical del LP 570-4 Superleggera. Este modelo fue diseñado conjuntamente entre Lamborghini y el fabricante suizo de relojes Blancpain como un homenaje al Lamborghini Blancpain Súper Trofeo, para homologar y llevar a cualquier cliente las sensaciones de todo un Lamborghini Gallardo de competición. Básicamente es un LP570-4 Superleggera con ligeros cambios estéticos. El modelo incorpora un alerón derivado del modelo Súper Trofeo y equipa rines Skorpius con frenos carbono-cerámicos amarillos.
Algunos de sus elementos externos más destacables son de fibra de carbono, el nuevo alerón y la cubierta del motor, ambos heredados de los Gallardo que compiten en la copa monomarca italiana. El negro mate que adorna esa esbelta figura tiene los toques de color en las nuevas pinzas de freno amarillas, que por supuesto muerden unos enormes discos de freno de compuesto carbono-cerámicos y las pegatinas con el logo de Blancpain.
El interior es negro, en el tono Alcantara, con algunos detalles de costuras amarillas y otros de fibra de carbono, como los logotipos de Blancpain en el tablero y los asientos.
Pesa 1340 kg (2954 libras) y genera una potencia máxima de 570 CV (562 HP; 419 kW), lo que le permite pasar de 0 a 100 km/h (0 a 62 mph) en 3.4 segundos, con una velocidad máxima de 320 km/h (199 mph), mientras que necesita apenas de 10.2 segundos para hacer el 0 a 200 km/h (0 a 124 mph).
Solamente se han construido 12 unidades a nivel mundial a un precio de 225 000 £.

#### LP570-4 Squadra Corse

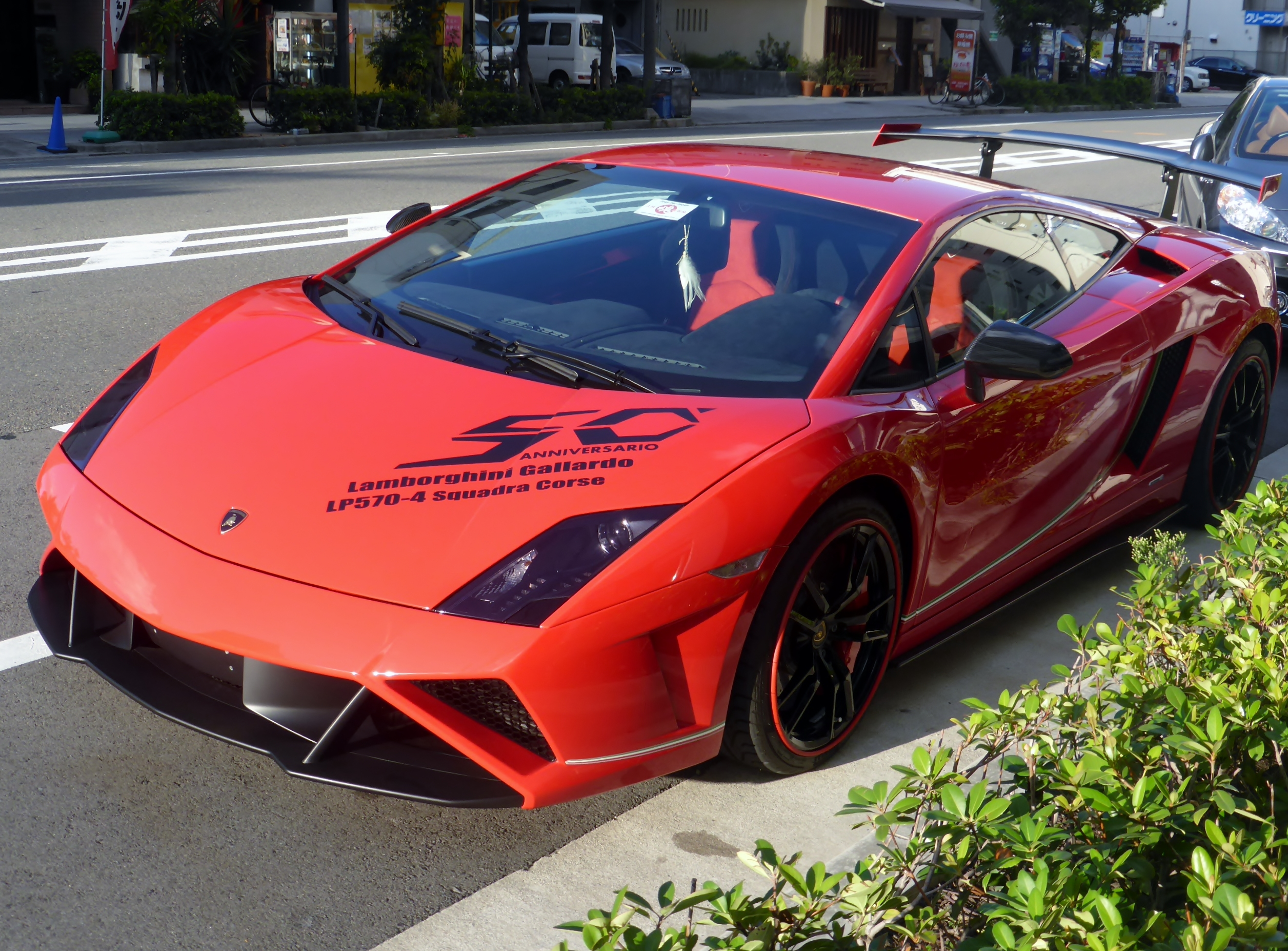
Versión Squadra Corse.

En el Salón del Automóvil de Fráncfort, se presentó la última edición especial del llamada Lamborghini Gallardo LP570-4 Squadra Corse. Sus características y especificaciones generales son prácticamente las mismas que las del Blancpain Edition, lo que le convierten en el Gallardo de calle más rápido de todos. Solamente 50 unidades fueron fabricadas, de las cuales 18 fueron para Norteamérica.
El primer detalle que más llama la atención en el exterior es sin duda el alerón que protagoniza la zaga de este Gallardo, que fabricado en fibra de carbono, ofrece un apoyo extra aerodinámico hasta 3 veces superior al que nos encontraríamos en un Gallardo 560-4 “corriente”. Junto a este alerón también nos encontramos con una tapa del motor realizada en fibra de carbono de extracción rápida.
No falta la franja con la bandera italiana sobre 4 colores disponibles: rojo, amarillo, gris o blanco, mientras que tras los rines de 19 pulgadas (48,3 cm) acabadas en negro brillante, además de los discos carbono-cerámicos, se pueden escoger las pinzas de freno en rojo, negro o amarillo.
Si en su exterior el máximo representante de su ADN compartido con la competición queda en manos del alerón, compartido con el que emplean los Gallardo empleados en la copa monomarca, en su interior, la influencia de la competición queda en manos de la Alcantara y la fibra de carbono. Paneles de las puertas, asientos tipo baquet, opcionalmente otros más confortables, consola central. Todo queda en perfecta conjunción con estos dos materiales.

#### LP570-4 Spyder Performante

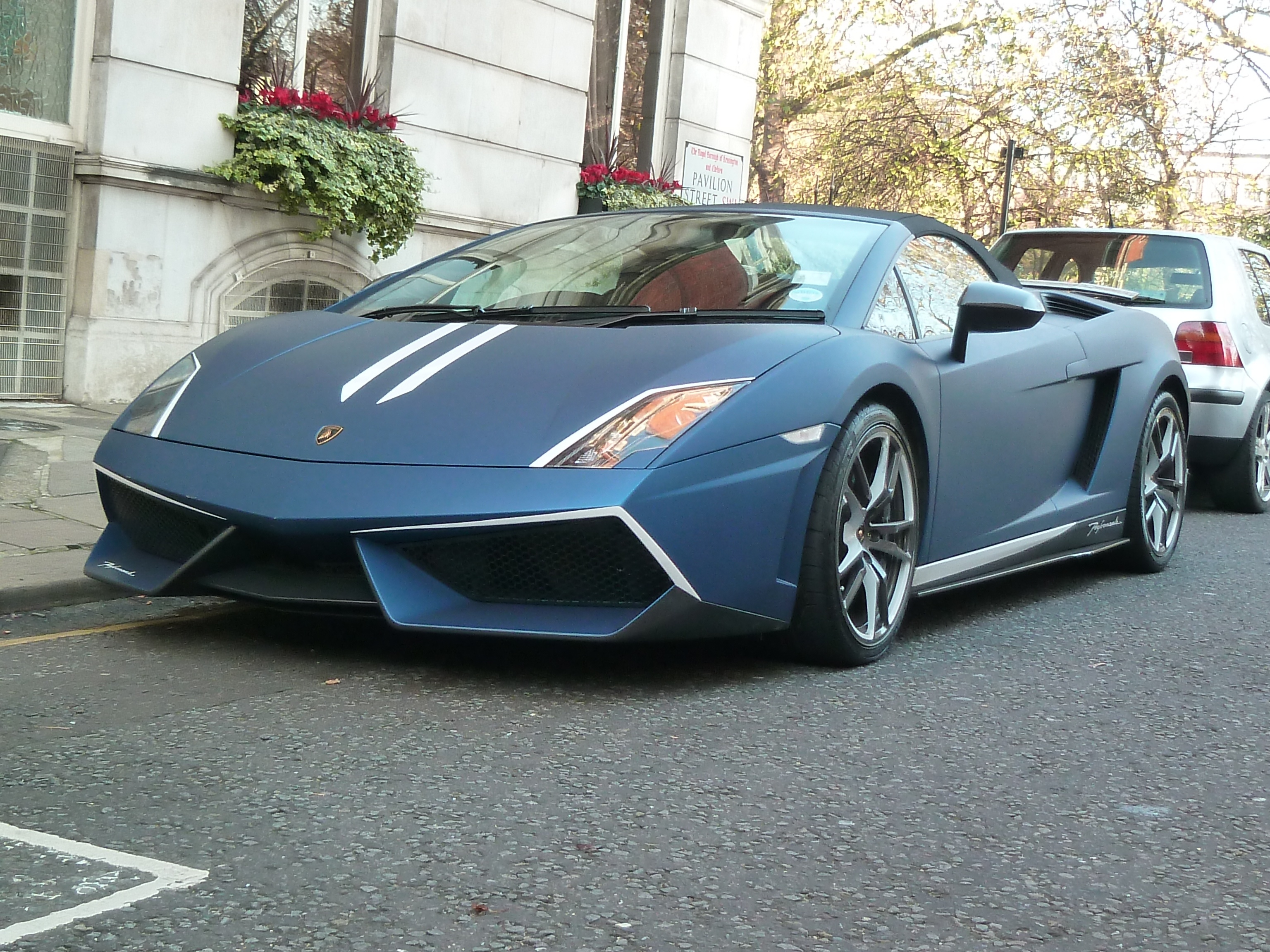
Versión Spyder Performante.

Las características del LP 570-4 Superleggera se convierten a techo abierto en el nuevo Lamborghini Gallardo LP 5704 Spyder Performante. Por el camino se pierde la famosa denominación que describe la pérdida de peso sobre el modelo original, pero conserva esas características.
Decir que es uno de los Lamborghini con mejor aspecto quizás sería mucho, pero sí que tiene un poderoso atractivo gracias a sus pequeños detalles. De su hermano de techo rígido toma el juego de rines de aleación ultraligeros de 19 plg (48,3 cm), el cortante frontal, los frenos carbono-cerámicos y esa recargada trasera donde se sitúan el alerón, cuatro tubos de escape y un difusor de mayor envergadura. En su interior existe un auténtico baño de piel Alcantara y de fibra de carbono.
Este es el material clave, la punta de lanza para convertir al Performante en un Superleggera. Gracias al uso de la fibra de carbono en la construcción de las partes aerodinámicas, el peso del Gallardo Spyder se reduce en 65 kg (143 lb) hasta los 1485 kg (3274 lb). Queda claro que toda mejora de peso es buena, salvo que se haga de forma desproporcionada, aunque sigue siendo un superdeportivo pesado.
Lejos de lo que han aplicado para mejorar el handling del Gallardo Spyder, están los pequeños detalles que marcan la diferencia. Si el Superleggera lucía una banda curvada lateral con los colores de la bandera italiana, el Spyder Performante traslada esos colores a las tres “Y” situadas sobre el cofre, las cuales se inscriben sobre las dos franjas longitudinales que atraviesan la carrocería. Para elegir quedan cinco colores: amarillo Midas, naranja Borealis, gris Telesto, negro Noctis y blanco Monocerus.
No hay modificación alguna en el motor que originalmente monta el Superleggera, aunque es más pesado que el Superleggera original, pero eso no impide que sus prestaciones menos aceptables: de 0 a 100 km/h (62 mph) acelera en 3.9 segundos, medio segundo más tarde que el cupé equivalente y la velocidad máxima alcanzable es, teóricamente, 324 km/h (201 mph).

#### LP570-4 Superleggera Edizione Tecnica

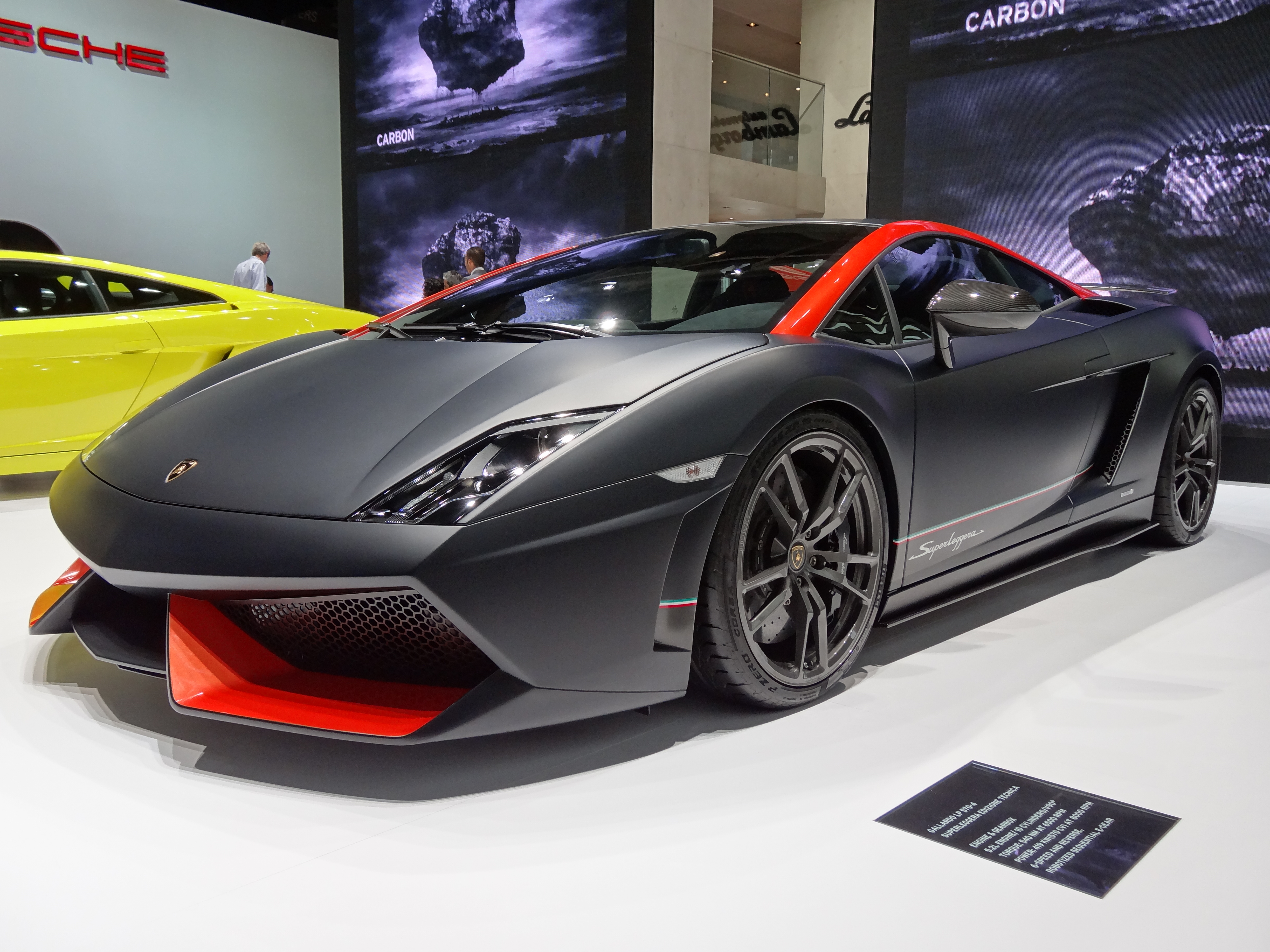
Versión Edizione Tecnica.

Presenta un diseño elegante y sofisticado, inspirado en los coches de carreras del campeonato Super Trofeo.
Eliminando unos 100 kg (220 lb) del Gallardo Cupé, este modelo parece trasladado directamente de la pista a la carretera, con una relación peso a potencia increíblemente baja y una aceleración de 0 a 100 km/h (62 mph) en 3,8 segundos. Con un diseño todavía más ligero, alto rendimiento y un aspecto purista, representa la punta de lanza de la familia Gallardo.
Su diseño se distingue inmediatamente por su parte delantera caracterizada por líneas puntiagudas, con dos grandes tomas de aire para refrigerar el radiador y un alerón aerodinámico de fibra de carbono en el centro. La parte trasera es la quintaesencia de la simplicidad y de la funcionalidad: los cuatro escapes, con su revestimiento cerámico, están claramente a la vista y estéticamente enmarcados por el gran difusor de aire aerodinámico de fibra de carbono.
Fue presentado en el Salón de París 2012, siendo la apuesta del fabricante para personalizar y mejorar las versiones más radicales del modelo más exitoso de su historia. Se ofrecerá como paquete de mejora para el Lamborghini Gallardo LP570-4 Superleggera y el Spyder Performante e incluye una serie de elementos decorativos y funcionales que ayudan a lograr una optimización del rendimiento y a diferenciarlo estéticamente.
Comparte "stand" con la última actualización del deportivo con motor central. A diferencia de lo que sucede con el Gallardo 2013, la versión presentada se basa en dos modelos -Superleggera y Spyder Performante- que no han sufrido el ‘lavado’ de cara al que sí ha sido sometido la versión "básica", pero eso no significa nada malo, pues el Edizione Tecnica hace que esta carrocería luzca mejor que nunca.
Las modificaciones efectuadas en el LP570-4 Edizione Tecnica, afectan sobre todo a la estética. Los cambios funcionales incluyen un nuevo alerón trasero y unos frenos de disco carbono-cerámicos, mientras que visualmente, se diferencia por las nuevas combinaciones de colores disponibles. En total, tres nuevos colores con sus respectivos elementos de contraste –techo y tomas de aire delanteras-.
Por tanto, pasa a formar parte de los seis modelos que comparten el poderoso V10. Todas las actualizaciones del Gallardo estaban disponibles en los concesionarios de la marca a partir del mes de noviembre de 2012.

#### LP 570-4 Super Trofeo Stradale

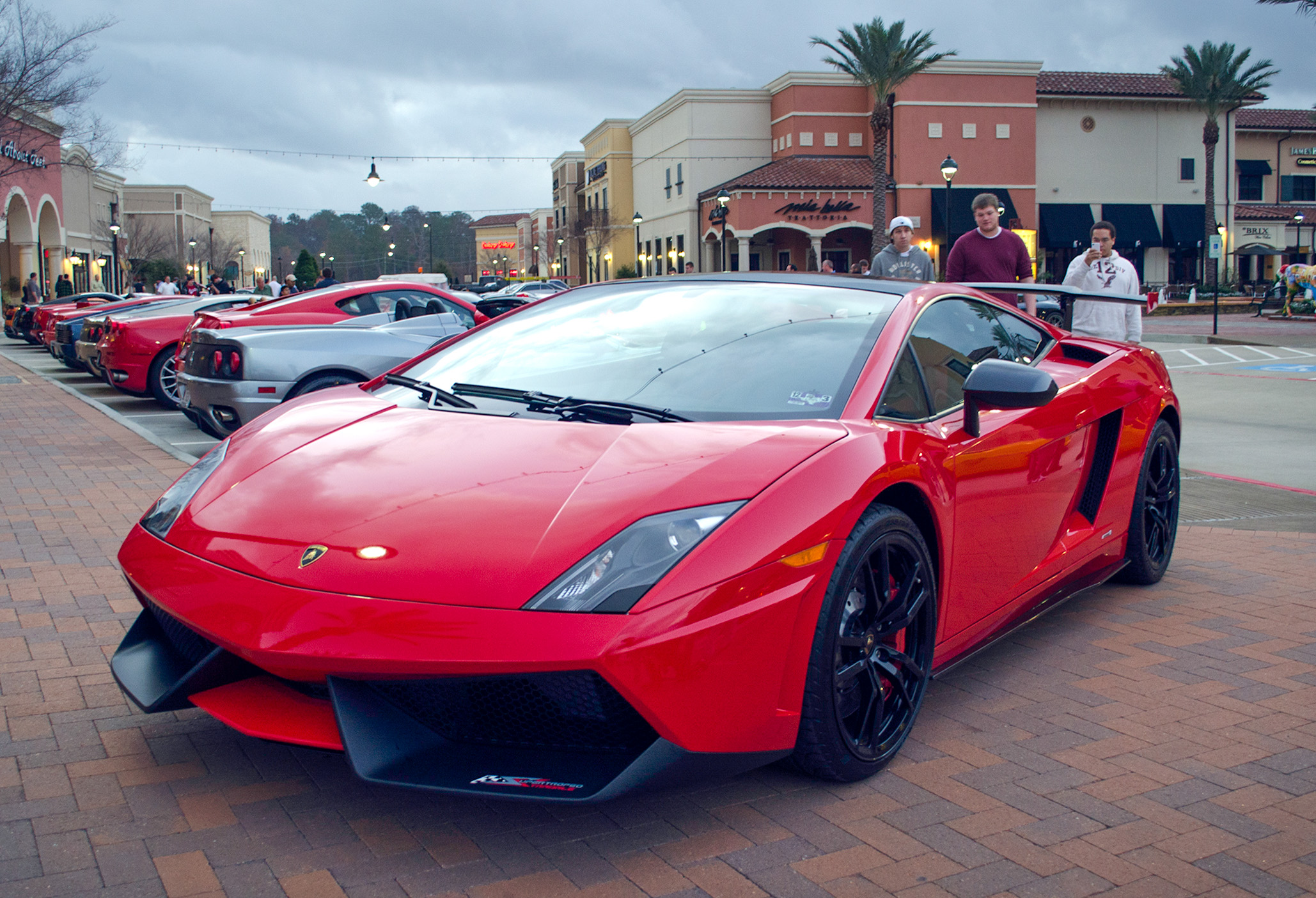
Versión LP 570-4 Super Trofeo Stradale.

Es un Gallardo limitado a 150 unidades, es que no sólo se ajusta a los rumores de las últimas semanas, que indicaban un modelo más prestacional y bruto, sino que directamente se trata de un coche de competición homologado para circular en carretera. Su gigantesco alerón ajustable de fibra de carbono ha sido cedido por el modelo de competición, así como la cubierta del motor (también de composite) y las numerosas vueltas de Alcantara usadas para forrar su sencillo habitáculo, que se olvida de las pantallas multifunción y viene directamente con lo mínimo. Navegador, antirrobo y kit de elevación son elementos opcionales, al igual que la jaula de seguridad.
Entre rines de aleación ligera, retirada de aislante y nuevas piezas de carrocería, el ahorro de peso con respecto al Gallardo LP 560-4 es de 70 kg (154 libras), con un peso en seco de 1340 kg (2954 libras) que todavía puede rebajarse más si el cliente solicita el kit de fibra opcional, con el que la palanca de freno, la consola central, los bajos de la dirección, los tiradores, el cierre de la guantera y las molduras interiores del coche se cambian por nuevas piezas realizadas en carbono.
El motor, que mantiene los 570 CV (562 HP; 419 kW) entregados por el coche de competición, se ajusta al cambio robotizado de seis marchas y se enfrenta en las cuatro ruedas a un formidable juego de frenos, con pinzas de 8 pistones delante y de 4 detrás mordiendo discos ventilados de 365 x 34 mm (14,4 x 1,3 pulgadas) y 356 x 32 mm (14,0 x 1,3 pulgadas), respectivamente, con compuesto carbono-cerámicos de forma opcional. La velocidad punta queda marcada en unos "satisfactorios" 320 km/h (199 mph) y la aceleración se homologa en 3,4 segundos.
Es el modelo más radical de todos los que cuenta en su gama. Está inspirado en el modelo que habitualmente participa en el Blancpain Super Trofeo y no es sino un coche de carreras homologado para su uso en carretera, es decir, una versión más deportiva si cabe del Gallardo ‘normal’.
Está basado en el modelo que el fabricante italiano en las carreras del Lamborghini Blancpain Super Trofeo, por lo que es una de las aproximaciones más cercanas que nunca se han visto en un coche de calle a lo que en realidad es un vehículo de competición. Eso explica que cuente con elementos tan llamativos como el descomunal alerón trasero, que le proporciona un apoyo aerodinámico tres veces superior el de un Gallardo convencional o el cofre con cierres rápidos. Además, estos y otros tantos elementos están construido en fibra de carbono.
Estaba disponible en tres colores diferentes: rojo, gris y blanco y cuenta con un sistema de frenos formado por discos ventilados de 365 mm (14,4 pulgadas) delante y 356 mm (14,0 pulgadas) detrás. Como opción, se pueden incorporar discos carbono-cerámicos.

### LP550-2 Valentino Balboni y LP550-2 Spyder

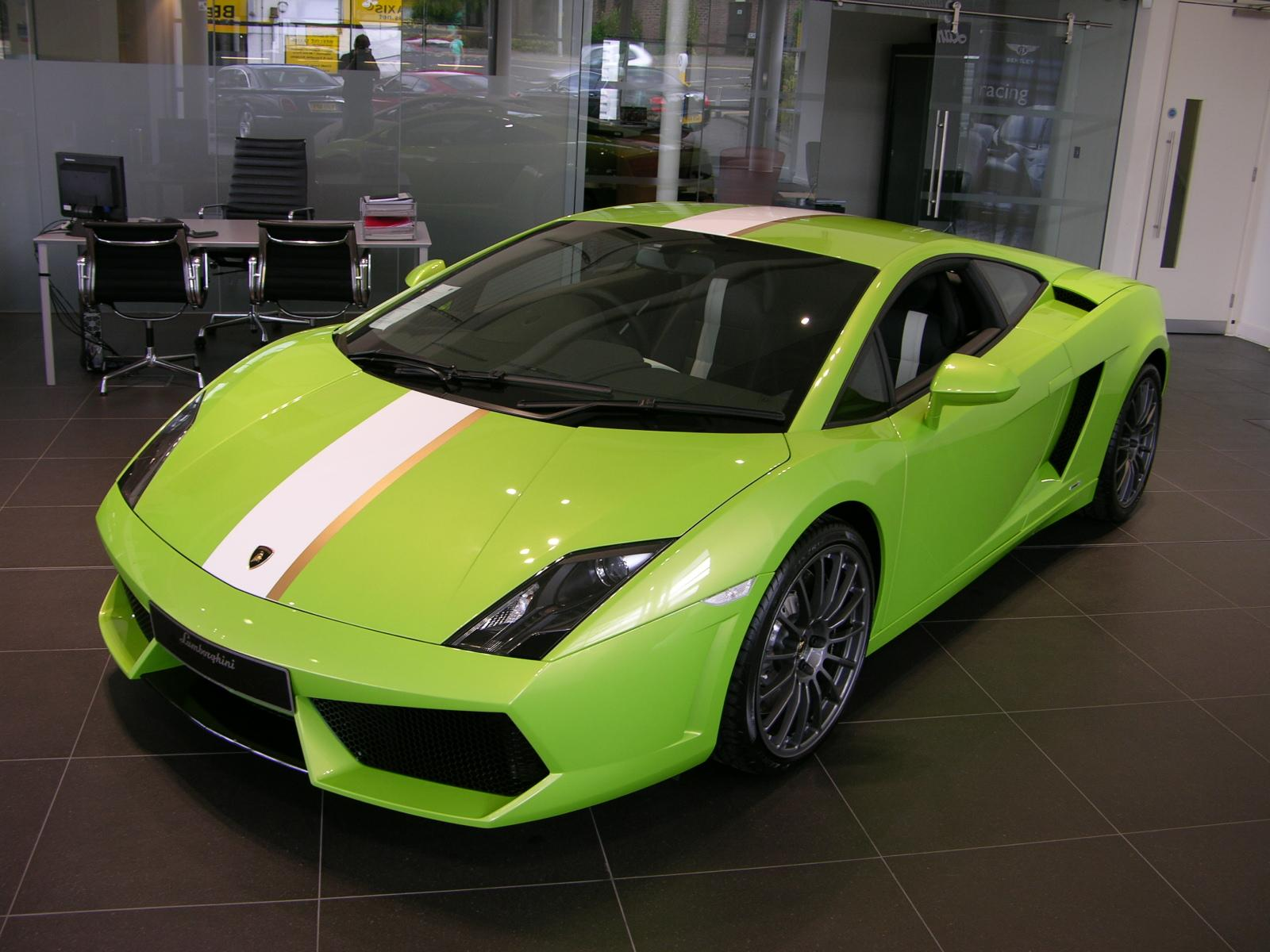
LP550-2 Valentino Balboni de 2009.

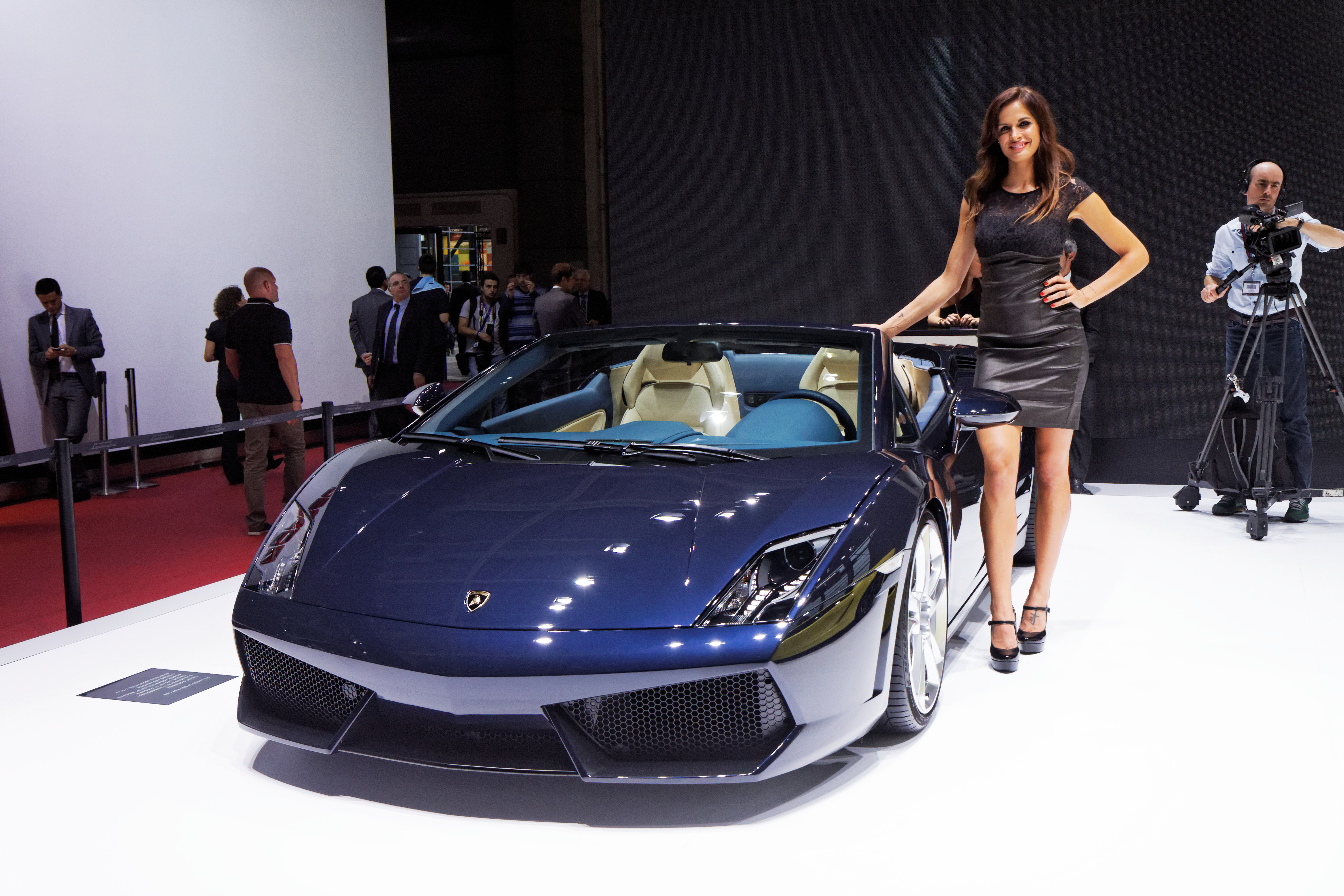
LP550-2 Spyder en el Salón del Automóvil de París de 2012.

Debutando en 2009, como su nombre lo indica, la potencia máxima del Valentino Balboni ha sido incrementada a 550 CV (542 HP; 405 kW) a las 8000 rpm y, al igual que en otros modelos, las siglas LP hacen referencia a "Longitudinale Posteriore", mientras que el número 2 significa que tiene tracción trasera. El aumento de 20 CV (14,7 kW) comparados con el Gallardo anterior y la reducción de 20 kg (44 lb) de peso, mejora la relación peso a potencia, que en este caso es de 2.5 kg/cv. Acelera de 0 a 100 km/h (0 a 62 mph) en 3.9 segundos y su velocidad máxima es de 320 km/h (199 mph).
Solamente se han fabricado 250 unidades a 162 000 €.
El antiguo probador oficial de Lamborghini, toda una institución atada a la firma desde 1973, tiene ahora dedicada su propia edición especial en reconocimiento a su trabajo. No contento con haber llevado al límite a la práctica totalidad de los prototipos de la casa desde que empezó a trabajar para ella en 1967, este piloto ha dado nombre a un Gallardo con una potencia de 10 CV (7,4 kW) menos que el LP560-4, pero compensados por una pérdida de peso que lo deja en 1380 kg (3042 libras). Su velocidad máxima es 5 km/h (3,1 mph) más "lento" que su hermano con tracción a las cuatro ruedas.
Entre los detalles estéticos a destacar se hallan unos rines Scorpious acoplados a una suspensión especialmente ajustada, así como una doble franja en blanco y dorado que puede cruzar los ocho colores disponibles para la carrocería. Las pinzas de los frenos se pueden escoger en naranja, amarillo, o negro, color último que también ha sido utilizado en el cuero que recubre el habitáculo.
El equipamiento estándar contempla la cubierta transparente del motor, una cámara de retroceso y un navegador GPS con Bluetooth. Los frenos carbono-cerámicos y el cambio de marchas e-gear se quedan como opciones, pero nos consta que no son ni de lejos los únicos extras posibles.
El Gallardo de tracción trasera solamente estaba disponible en variantes de carrocería cerrada, así que esta sería la forma escogida por Lamborghini para cerrar la gama e ir despidiéndolo. El motor y la transmisión procederían directamente del Valentino Balboni. Es conocido por muchos que Lamborghini tiene por costumbre presentar una edición especial por cada salón del automóvil de relevancia internacional y, dado que no todo el protagonismo sería para el Aventador, se despidieron por fin de su modelo más pequeño. Según Teamspeed, se trató del LP550-2 Spyder.

#### LP550-2 Tricolore

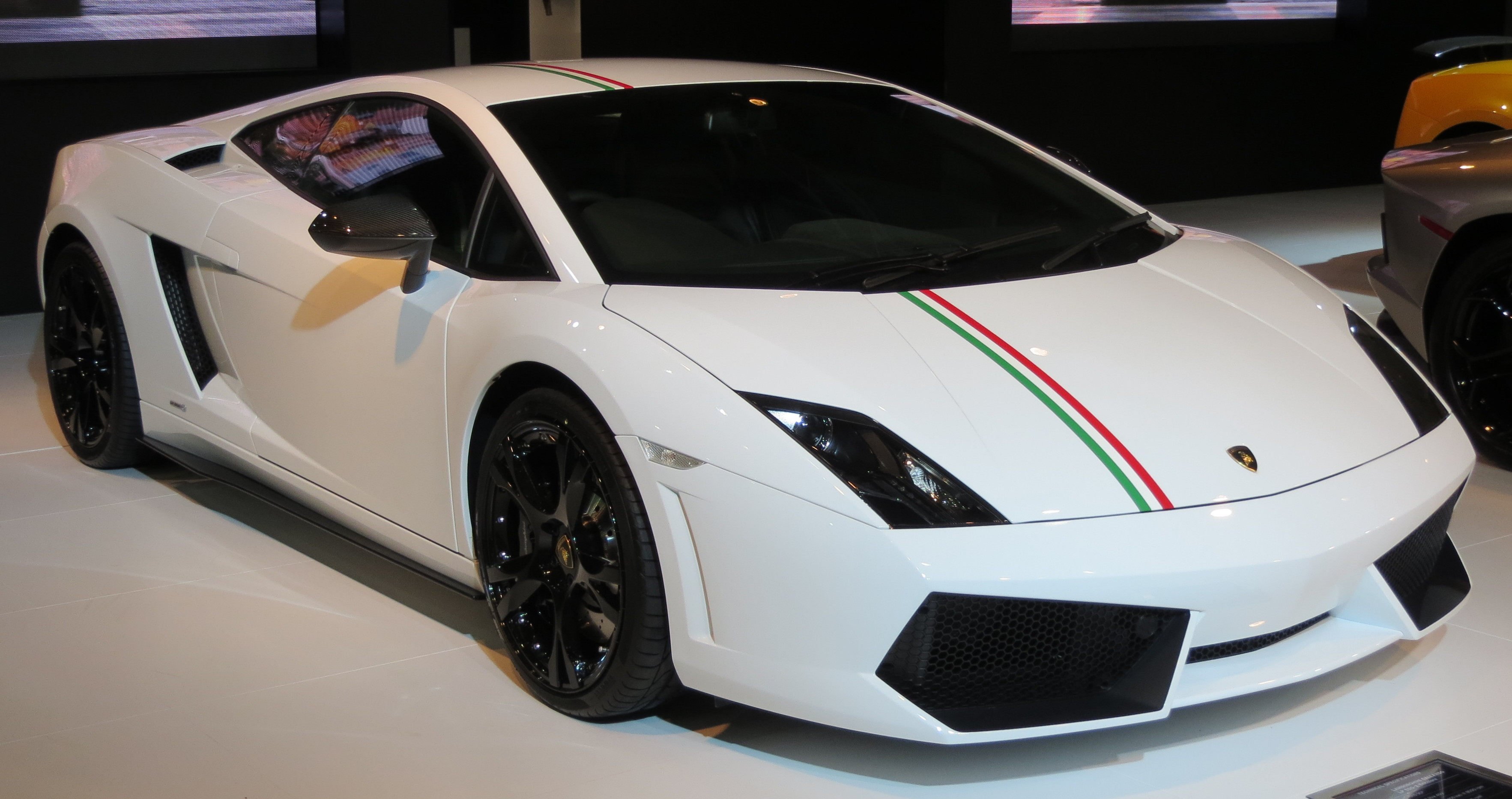
Versión LP550-2 Tricolore cupé de 2012.

Este modelo se presentó en el Autoshow de Turín de 2011; es una edición especial muy similar al Bicolore, con líneas que representan la bandera italiana a través del cuerpo del auto, para conmemorar el 150 aniversario de la unificación italiana.
Es una nueva edición limitada que añade como principal atractivo su exclusividad, ya que se fabricará un reducido número de unidades, y su combinación exterior de colores. Poca novedad, por tanto, pero suficiente para seguir aguantando el tirón. Esta versión Tricolore tira de orgullo patrio con el objeto de conmemorar el 150 Aniversario de la unificación italiana, de forma muy similar a lo que hizo Ferrari y su 150th Italia, aunque en este caso, con más acierto y menos problemas legales con el nombre.
Con respecto al Gallardo LP 560-4 Bicolore, esta edición aportará la novedad de combinar tres colores: blanco, rojo y verde, ni más ni menos que los de la bandera tricolor italiana, mientras que el primero tenía todo el techo de otro color.
Sobre la carrocería de color blanco, el Tricolore añade la bandera italiana que recorre longitudinalmente el coche, desde el cofre delantero al techo, de forma muy similar a otras personalizaciones que hemos visto en marcas italianas como Ducati o Fiat con sus 500 y Punto. Los asientos también tienen la tricolor recorriendo su tapizado. Se espera que sea una versión indicada para coleccionistas, sin más novedades.

## Gallardo V8
La marca del toro parecía estar probando un motor V8 en su deportivo, lo que acercaría aún más el planteamiento del Gallardo al Audi R8. Según los autores de algunas fotos espía, el sonido de este vehículo distaba mucho del característico sonido del Gallardo equipado con el V10.
De todas formas y fruto de las colaboraciones de Lamborghini con el grupo VAG, no se descarta que se trate del mismo motor que monta el Audi R8 y RS4: el V8 FSI de 420 CV (414 HP; 309 kW) de potencia.

## Ficha técnica
| Modelos                         | Gallardo 2003 | LP560-4 | LP570-4 Superleggera | LP550-2 Valentino Balboni |
| ------------------------------- | --- | --- | --- | --- |
| Cilindrada                      | 4961 cm³ (5 L; 302,7 plg³) | 5204 cm³ (5,2 L; 317,6 plg³) | 5204 cm³ (5,2 L; 317,6 plg³) | 5204 cm³ (5,2 L; 317,6 plg³) |
| Diámetro x carrera              | 82,5 x 92,8 mm (3,25 x 3,65 plg) | 84,5 x 92,8 mm (3,33 x 3,65 plg) | 84,5 x 92,8 mm (3,33 x 3,65 plg) | 84,5 x 92,8 mm (3,33 x 3,65 plg) |
| Alimentación                    | Inyección directa con admisión variable, naturalmente aspirado                                                                               | Inyección directa con admisión variable, naturalmente aspirado                                                                                | Inyección directa con admisión variable, naturalmente aspirado                                                                               | Inyección directa con admisión variable, naturalmente aspirado                                                                              |
| Relación de compresión          | 11,0:1 | 12,5:1 | 12,5:1 | 12,5:1 |
| Potencia máxima                 | 500 CV (493 HP; 368 kW) @ 7800 rpm | 560 CV (552 HP; 412 kW) @ 8000 rpm | 570 CV (562 HP; 419 kW) @ 8000 rpm | 550 CV (542 HP; 405 kW) @ 8000 rpm |
| Par máximo                      | 510 N·m (376 lb·pie) @ 4500 rpm | 540 N·m (398 lb·pie) @ 6500 rpm | 540 N·m (398 lb·pie) @ 6500 rpm | 540 N·m (398 lb·pie) @ 6500 rpm |
| Tracción                        | Integral, con control de estabilidad | Integral, con control de estabilidad | Integral, con control de estabilidad | Trasera |
| Aceleración 0-100 km/h (62 mph) | 4,2 segundos | 3,7 segundos | 3,4 segundos | 3,9 segundos |
| Velocidad máxima                | 309 km/h (192 mph) | 325 km/h (202 mph) | 325 km/h (202 mph) | 320 km/h (199 mph) |
| Consumo medio                   | 13,9 L/100 km (7,2 km/L; 16,9 mpgAm) (extraurbano) 29,1 L/100 km (3,4 km/L; 8,1 mpgAm) (urbano) 19,5 L/100 km (5,1 km/L; 12,1 mpgAm) (medio) | 10,2 L/100 km (9,8 km/L; 23,1 mpgAm) (extraurbano) 22,6 L/100 km (4,4 km/L; 10,4 mpgAm) (urbano) 14,7 L/100 km (6,8 km/L; 16,0 mpgAm) (medio) | 10 L/100 km (10,0 km/L; 23,5 mpgAm) (extraurbano) 22,2 L/100 km (4,5 km/L; 10,6 mpgAm) (urbano) 14,4 L/100 km (6,9 km/L; 16,3 mpgAm) (medio) | 9,9 L/100 km (10,1 km/L; 23,8 mpgAm) (extraurbano) 22 L/100 km (4,5 km/L; 10,7 mpgAm) (urbano) 14,4 L/100 km (6,9 km/L; 16,3 mpgAm) (medio) |
| Emisiones de CO2                | 450 g (15,9 oz)/km | 351 g (12,4 oz)/km | 344 g (12,1 oz)/km | 341 g (12,0 oz)/km |
| Peso                            | 1565 kg (3450 lb) | 1634 kg (3602 lb) | 1340 kg (2954 lb) | 1543 kg (3402 lb) |

## En competición

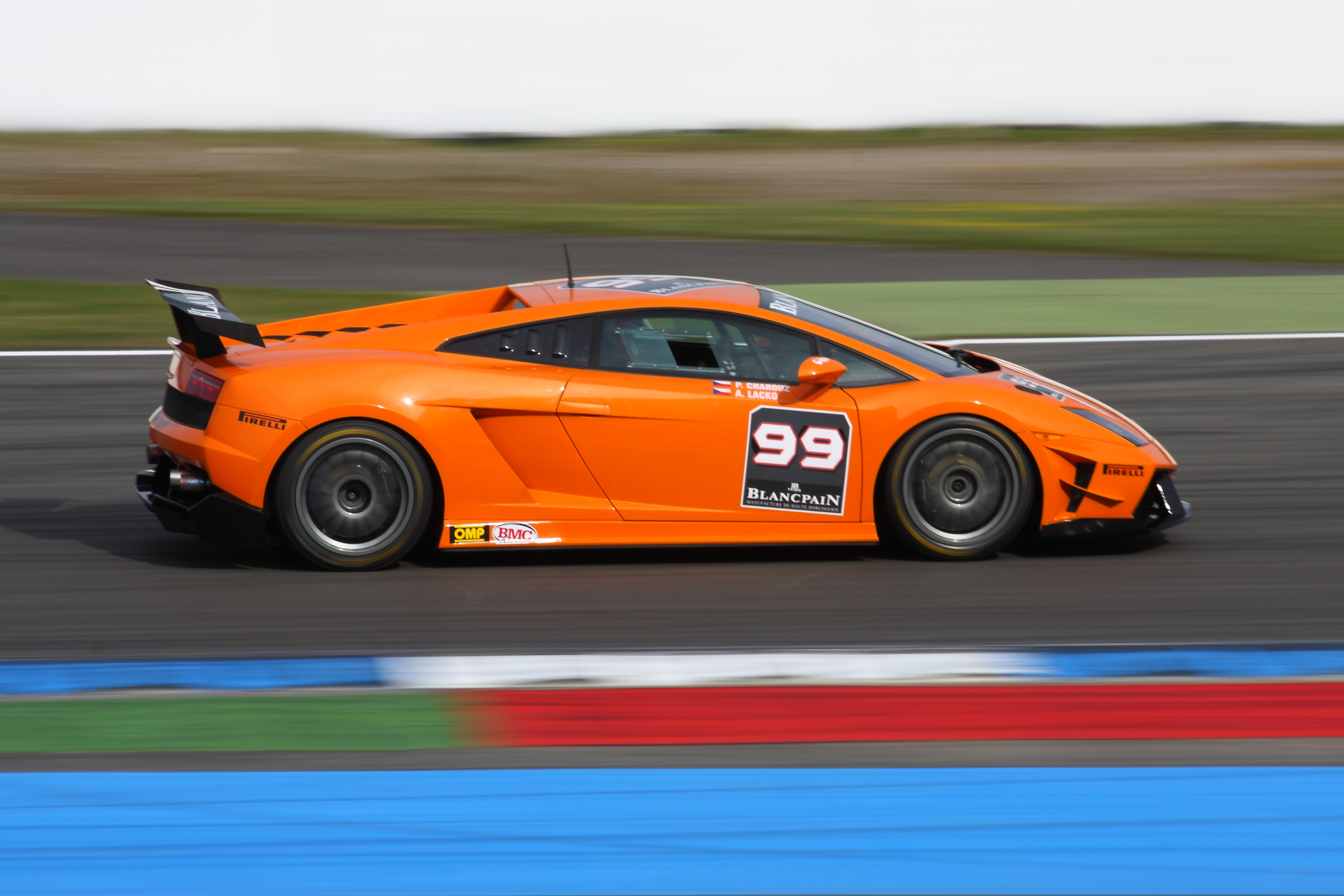
Super Trofeo de 2010.

El 25 de octubre de 2008 Lamborghini anunció un campeonato monomarca de automovilismo, que se llamará Super Trofeo Lamborghini. Se disputará con una versión aligerada del Gallardo LP560-4. El Super Trofeo vendrá con un chasis revisado, tracción a las cuatro ruedas y un motor potenciado a 570 CV (562 HP; 419 kW).
Lamborghini construirá 30 unidades del Gallardo Super Trofeo a disposición de los pilotos y equipos. En cada ronda, la marca ofrecerá una unidad para que sea pilotada por celebridades.
La primera carrera de fin de semana del calendario provisional de 2009 comenzó el 3 de mayo en el Circuito de Silverstone en el Reino Unido, seguido por Adria en Italia el 17 de mayo, el Norisring en Alemania el 5 de julio, Spa-Francorchamps en Bélgica, el 2 de agosto, Circuito de Barcelona-Cataluña en España el 20 de septiembre y culminando en 4 de octubre en el Circuito Paul Ricard, Francia. Acompañará a otras categorías, tales como el Campeonato FIA GT y el Deutsche Tourenwagen Masters (DTM).
El Gallardo Super Trofeo se ofrece por 200 000 € más impuestos, a través de los concesionarios Lamborghini.

## Fin de la producción
En 2013, Lamborghini saca del mercado al Gallardo, para comenzar a fabricar un sucesor. Se especuló con el nombre "Cabrera", pero el 20 de diciembre se presentó con el nombre Huracán.
Además, la marca aseguró que dejará de fabricar definitivamente autos con transmisión mecánica o manual, al igual que muchos de sus competidores, como Ferrari.

## En la cultura popular
Un modelo anaranjado, aparece en la película Mission: Impossible III, protagonizada por el actor Tom Cruise, el cual termina siendo destruido al explotar. Un dato curioso es que no tenía motor.
También ha aparecido en varias franquicias y series de videojuegos de carreras, tales como: Need for Speed, Forza, Gran Turismo, entre otros.